# 53 станції Східноморського шляху (серія)
53 станції Східноморського шляху (яп. 東海道五十三次, とうかいどうごじゅうさんつぎ, тōкай-дō ґоджюсан цуґі) — загальна назва декількох серій картин укійо-е, виготовлених японськими художниками у XVIII — XIX століттях. Зображають 53 станції Східноморського шляху. Найстаріша серія намальована в 1690 Хішікавою Моронобу під назвою «На Східноморському шляху» (東海道分間之図). 
У 1804 Хокусай вперше присвятив картини окремим станціям, випустивши 4 твори. Найбільш відомою є серія із 55 картин Утаґави Хірошіґе, створена у 1833—1834, — «У 53 станціях Східноморського шляху» (東海道五拾三次之内). Вони вважаються шедевром японської гравюри раннього нового часу.

## Серії

### Утаґава Хірошіґе

Ніхонбаші (Ранок) 日本橋 （朝之景）
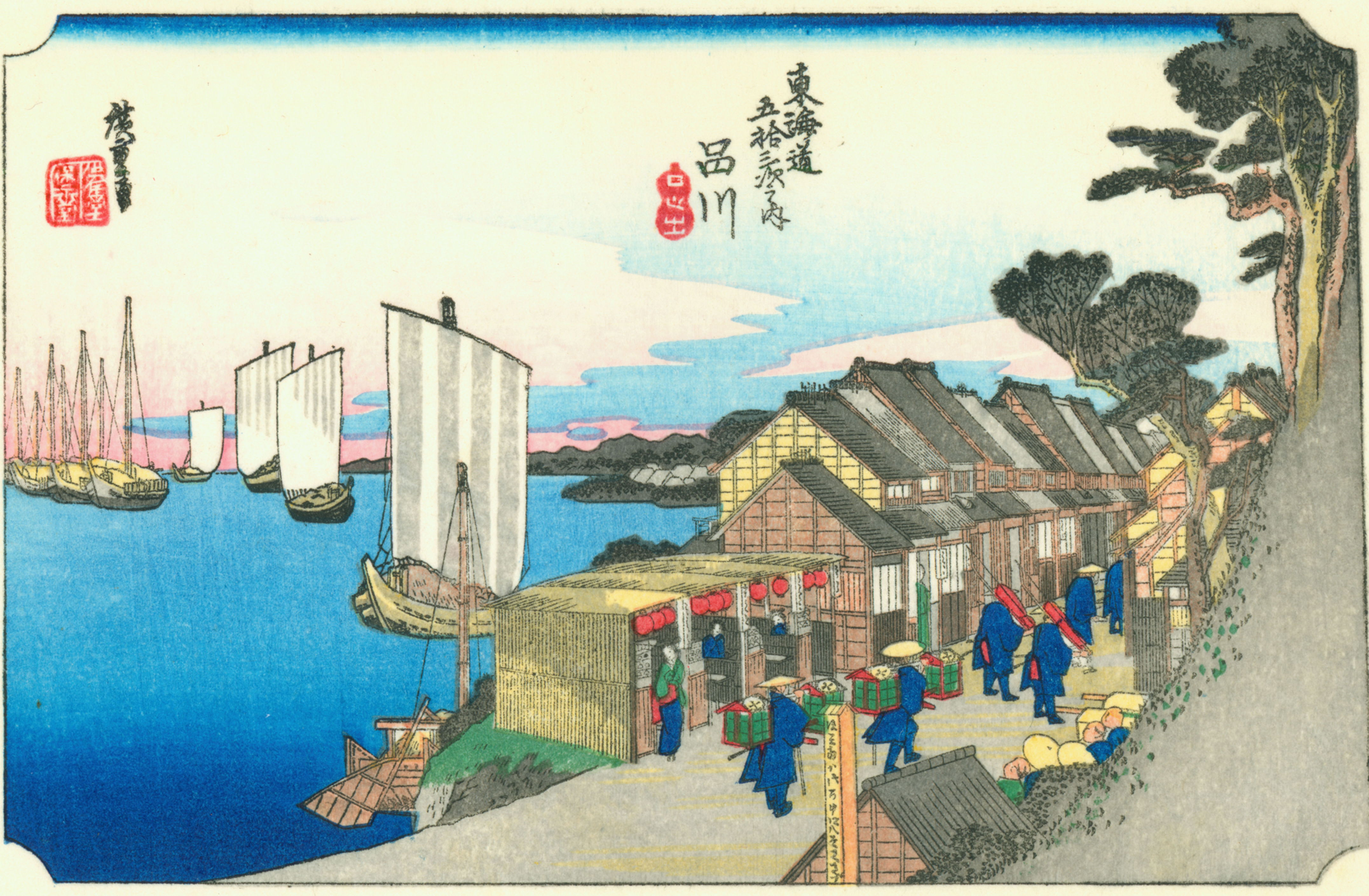
1. Шінаґава (Світанок) 品川 （日之出）
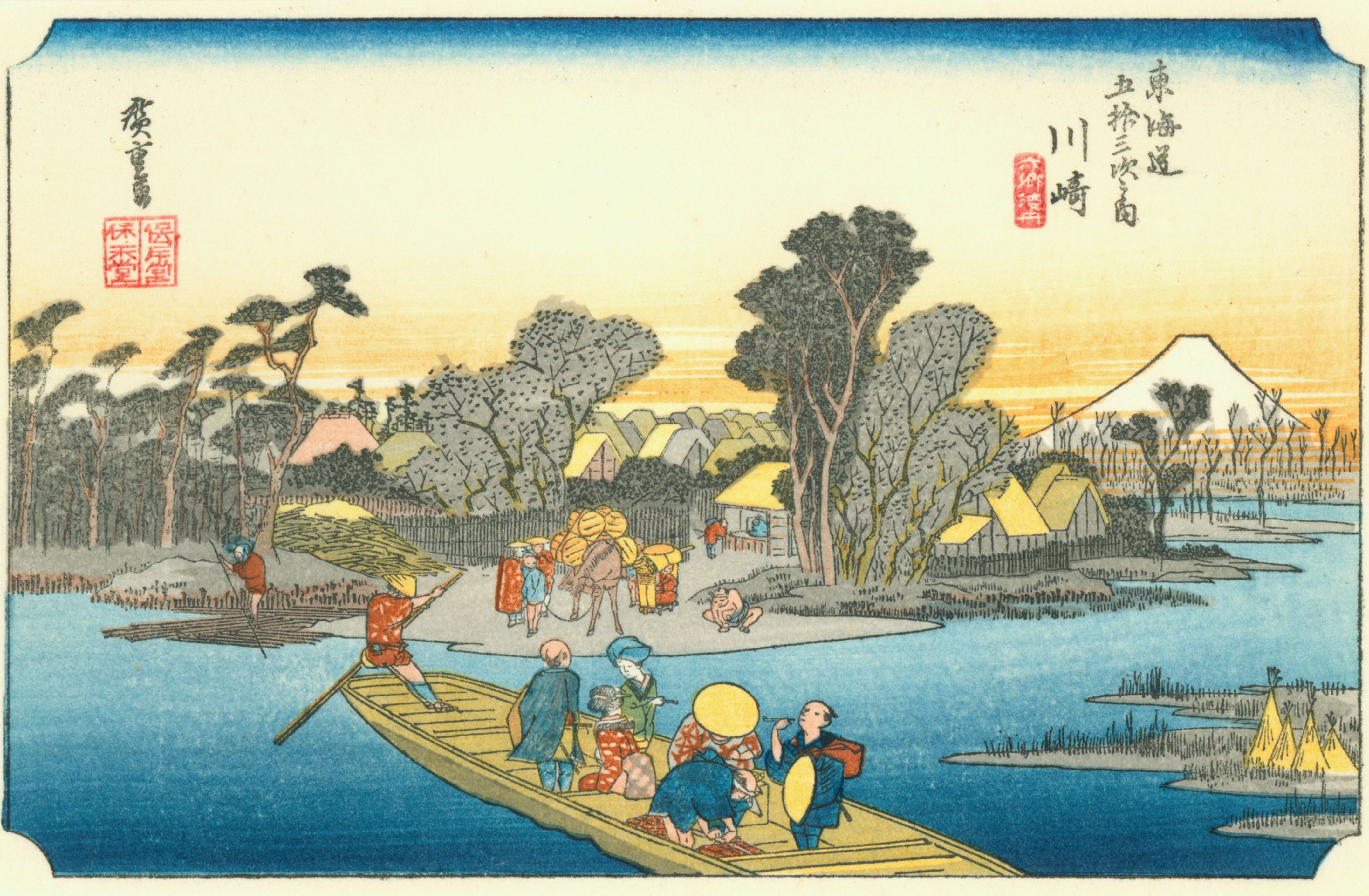
Kawasaki (Rokugo River Ferry)
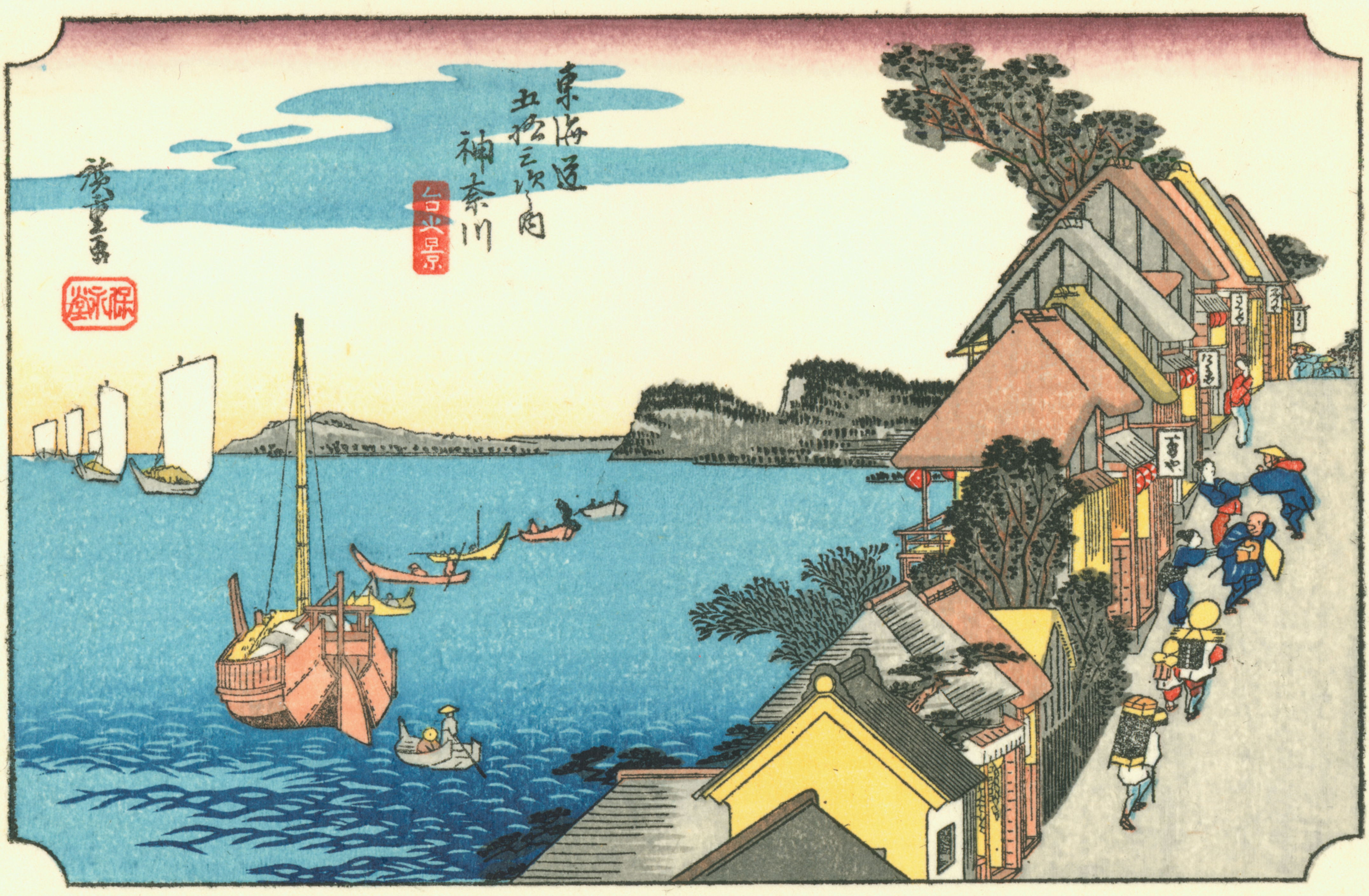
Kanagawa (Hilltop View)
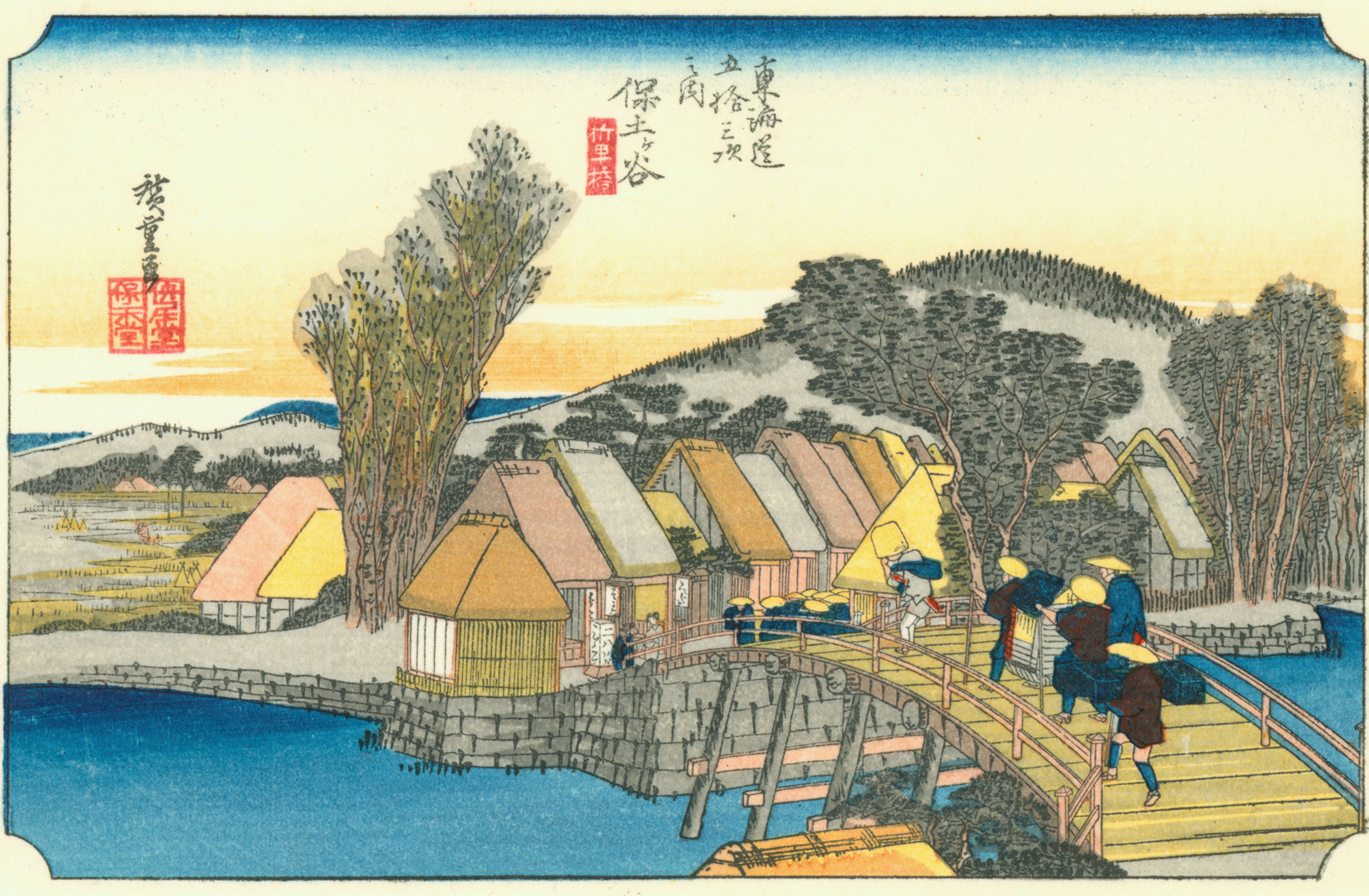
Hodogaya (Shinmachi Bridge)
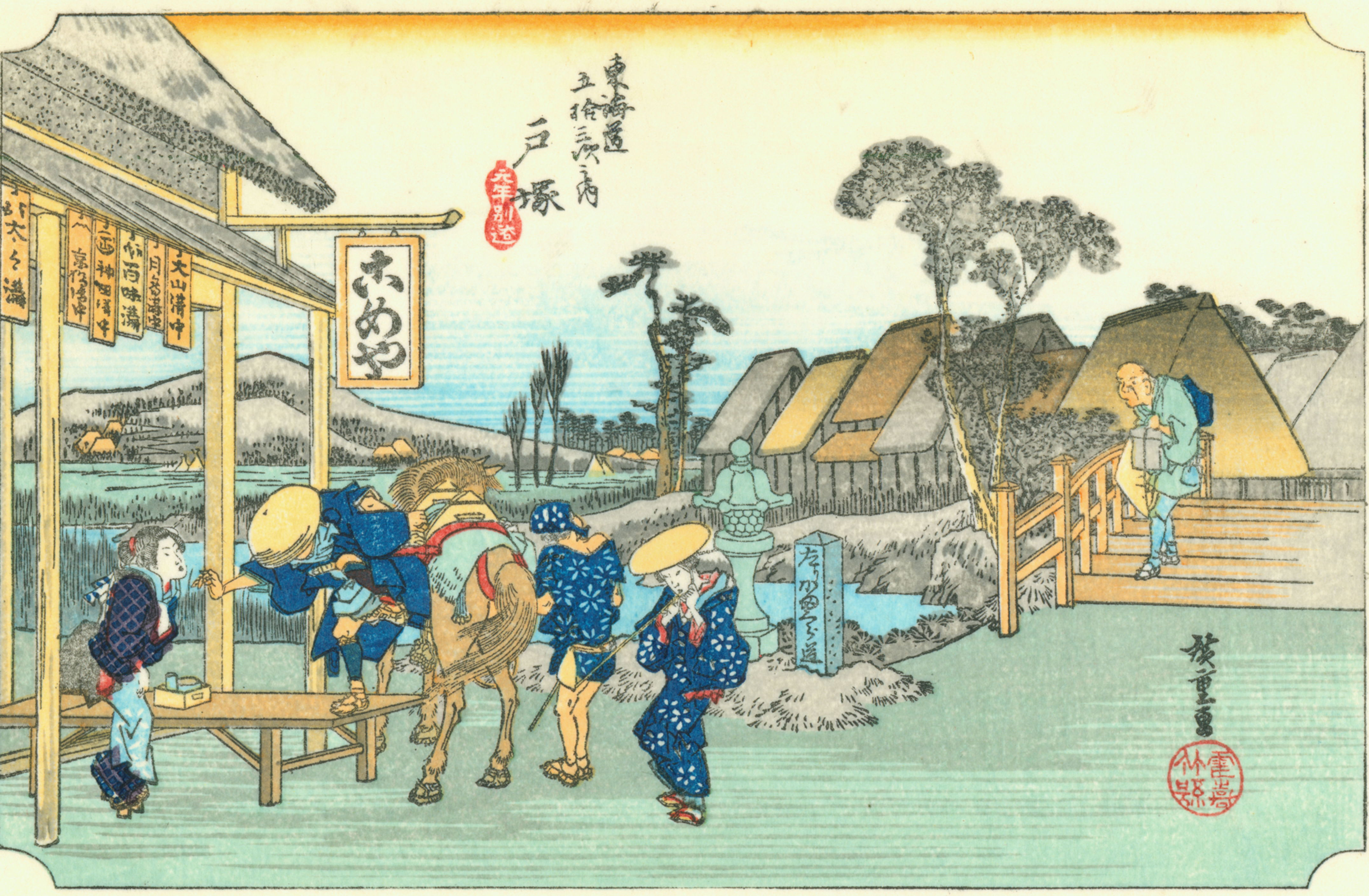
Totsuka (Motomachi Detour)
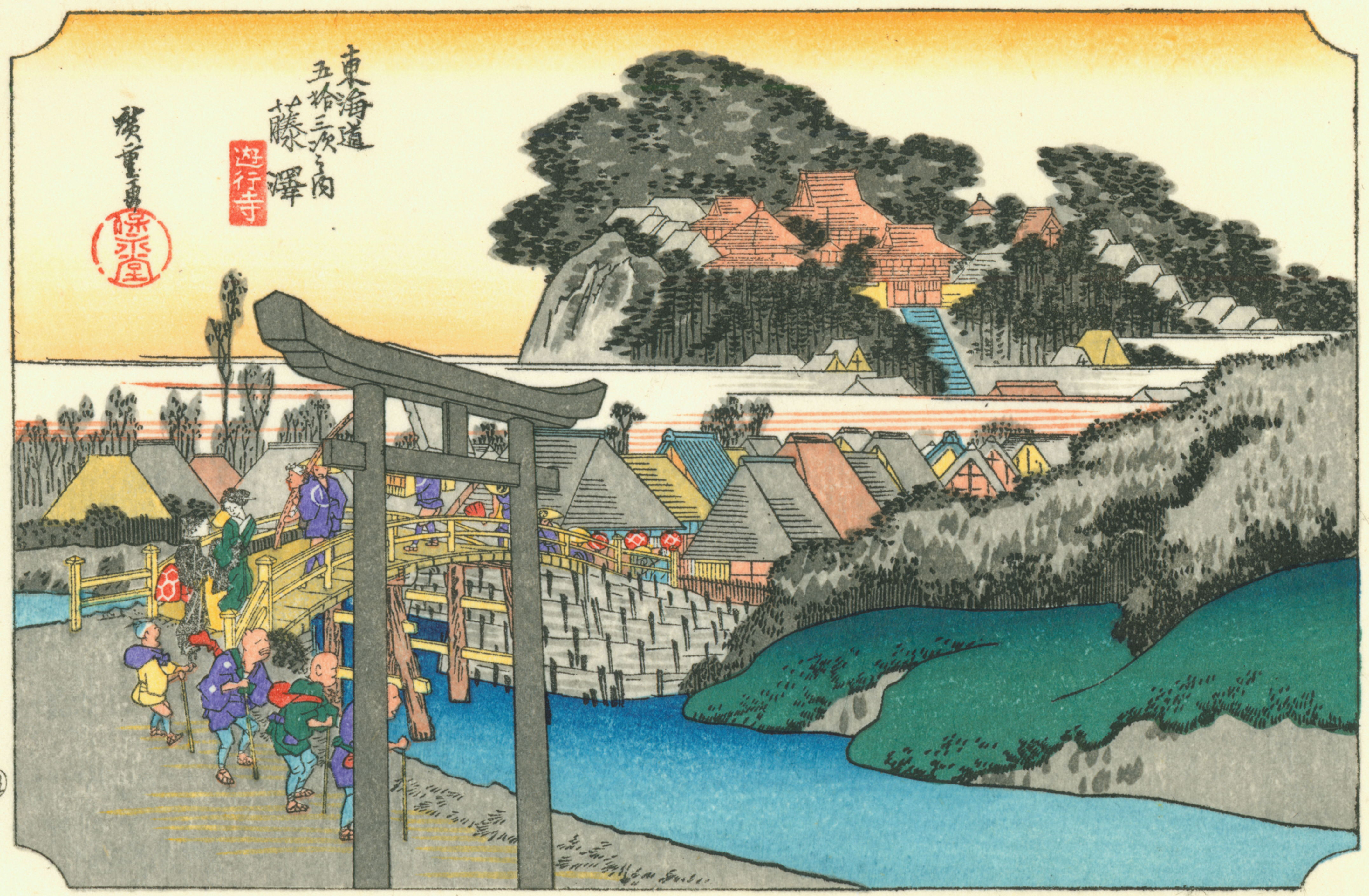
Fujisawa (Yugyoji Temple)
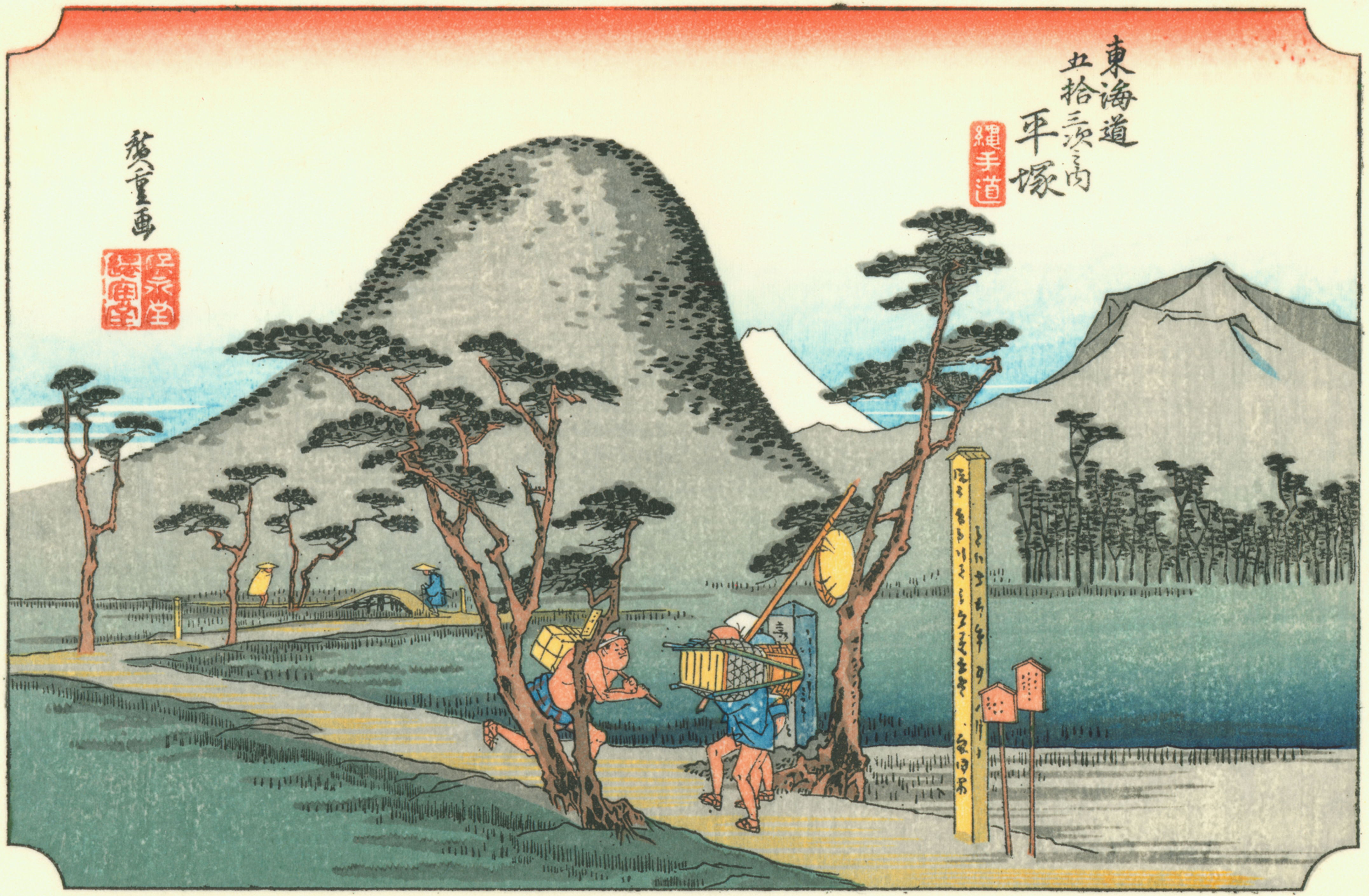
Hiratsuka (Nawate Road)
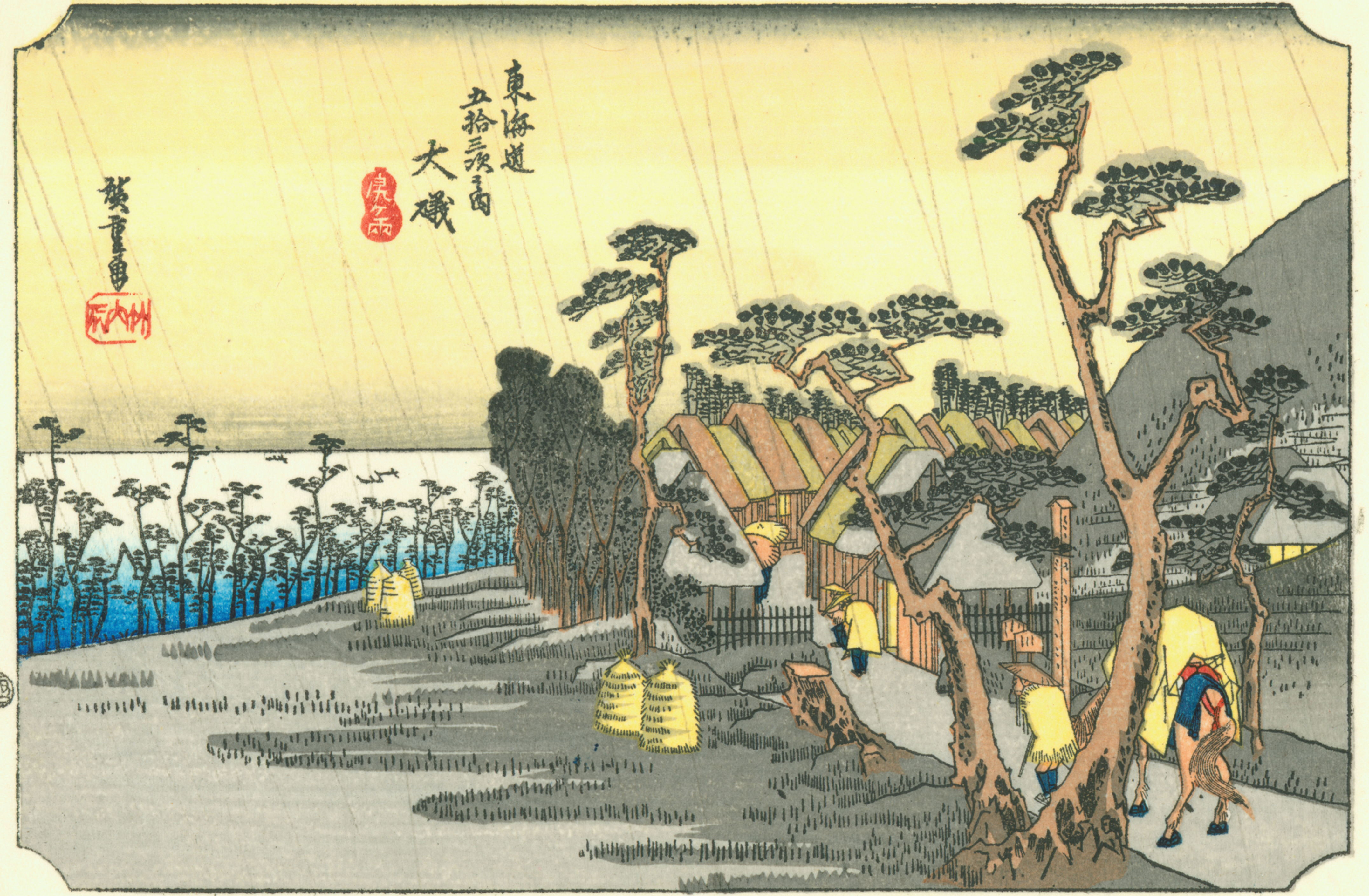
Oiso (Sadness of the Rain)
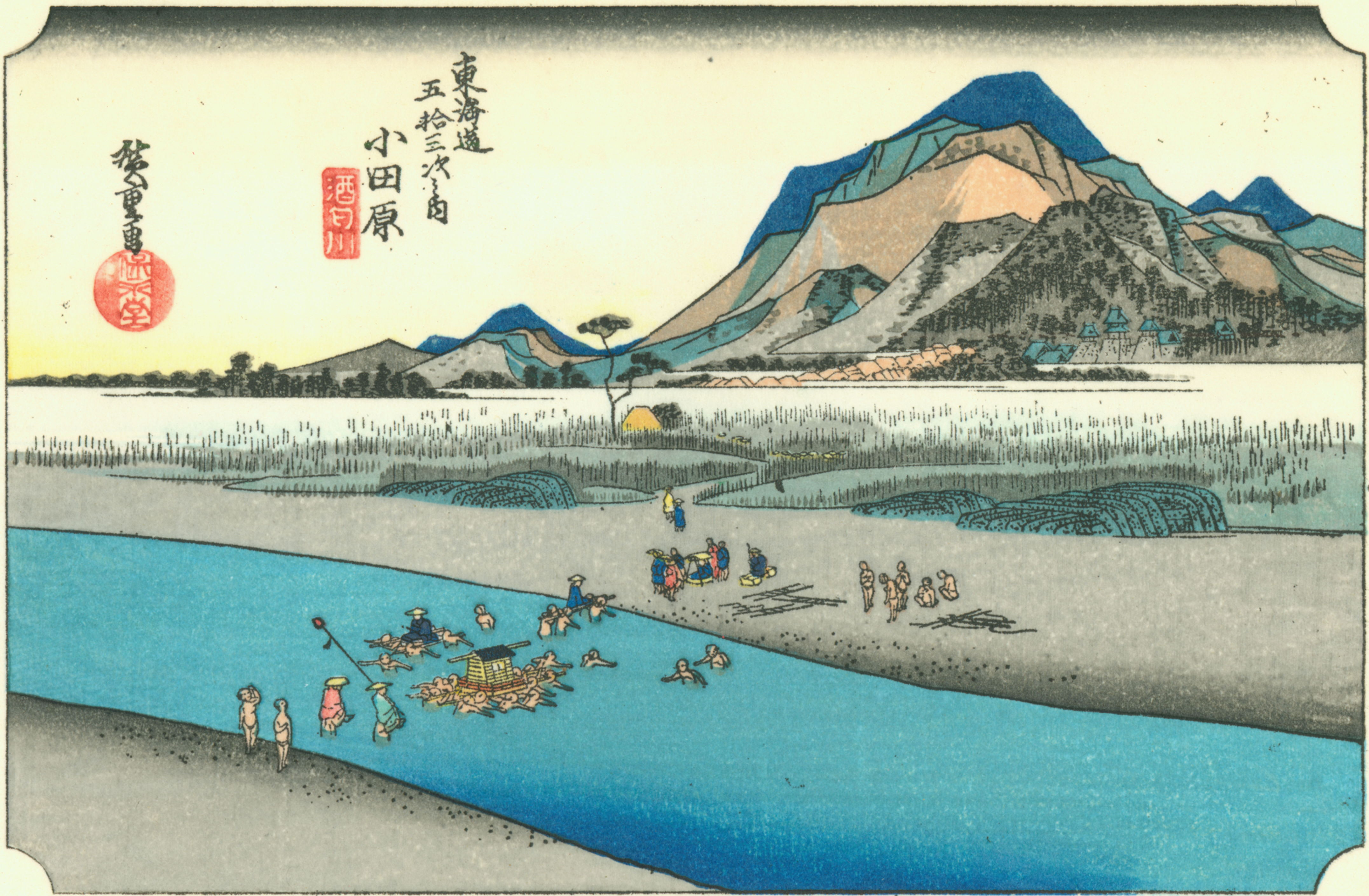
Odawara (Sakawa River)
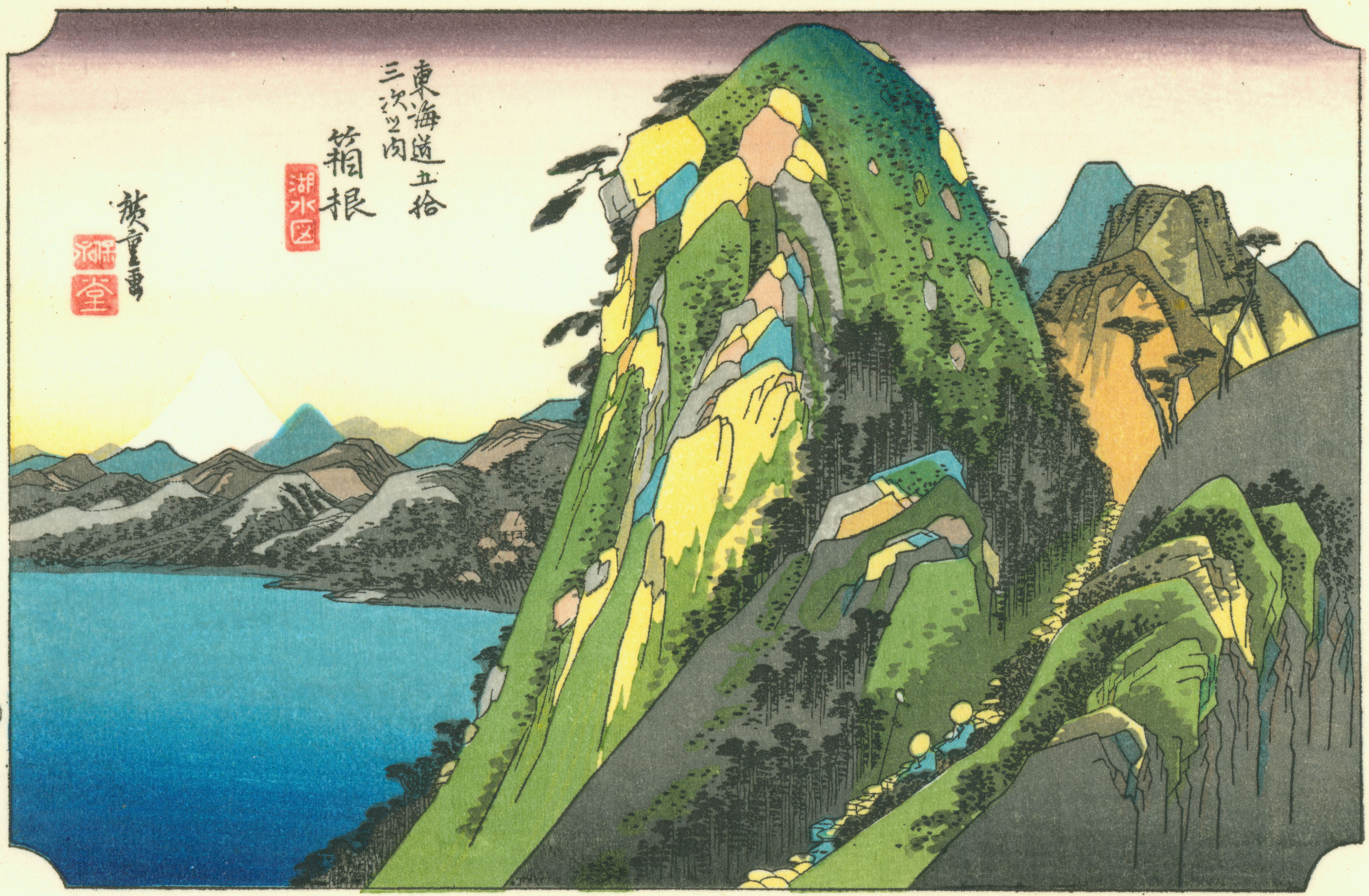
Hakone (The Lake)
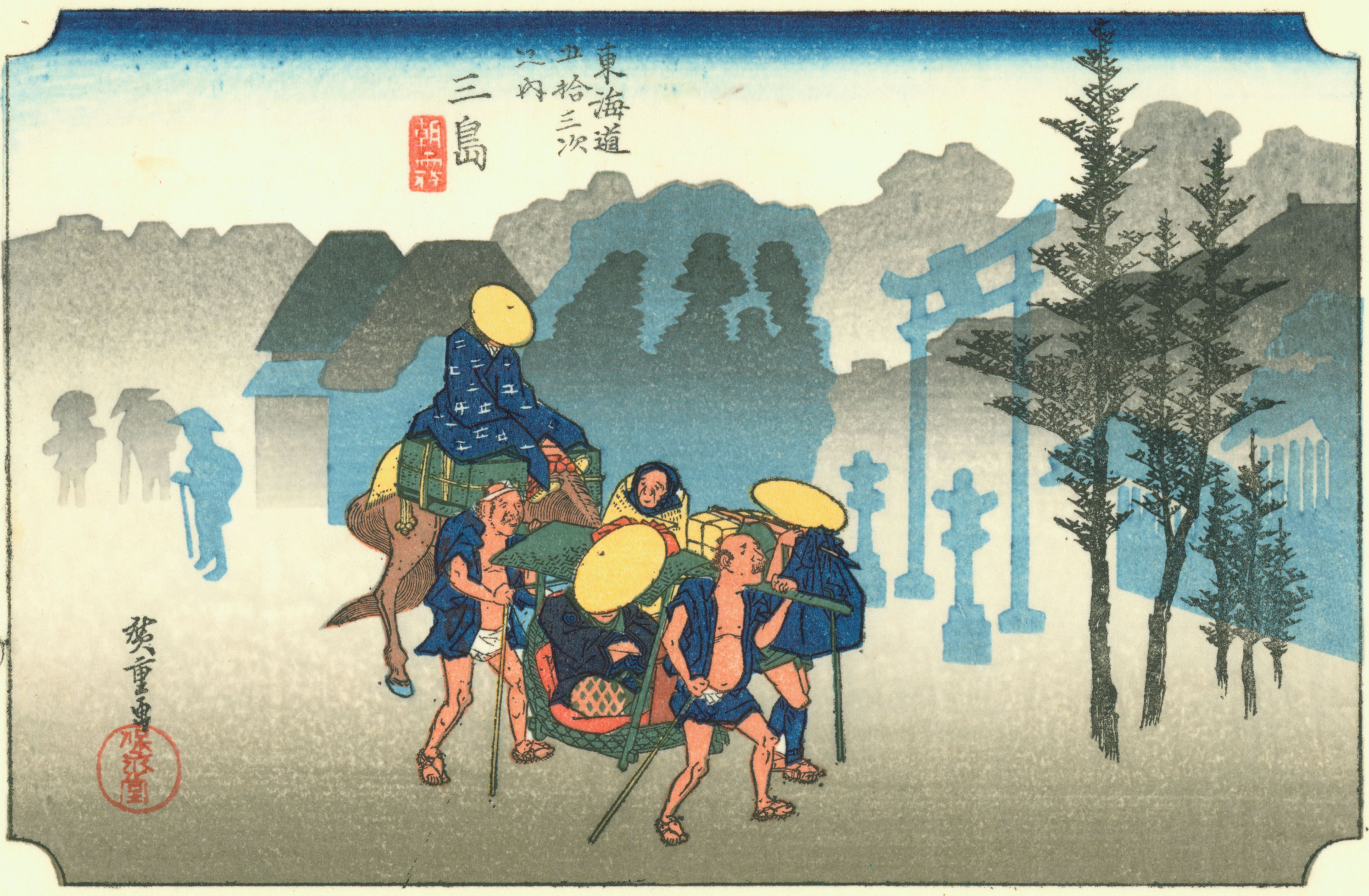
Mishima (Morning Mist)
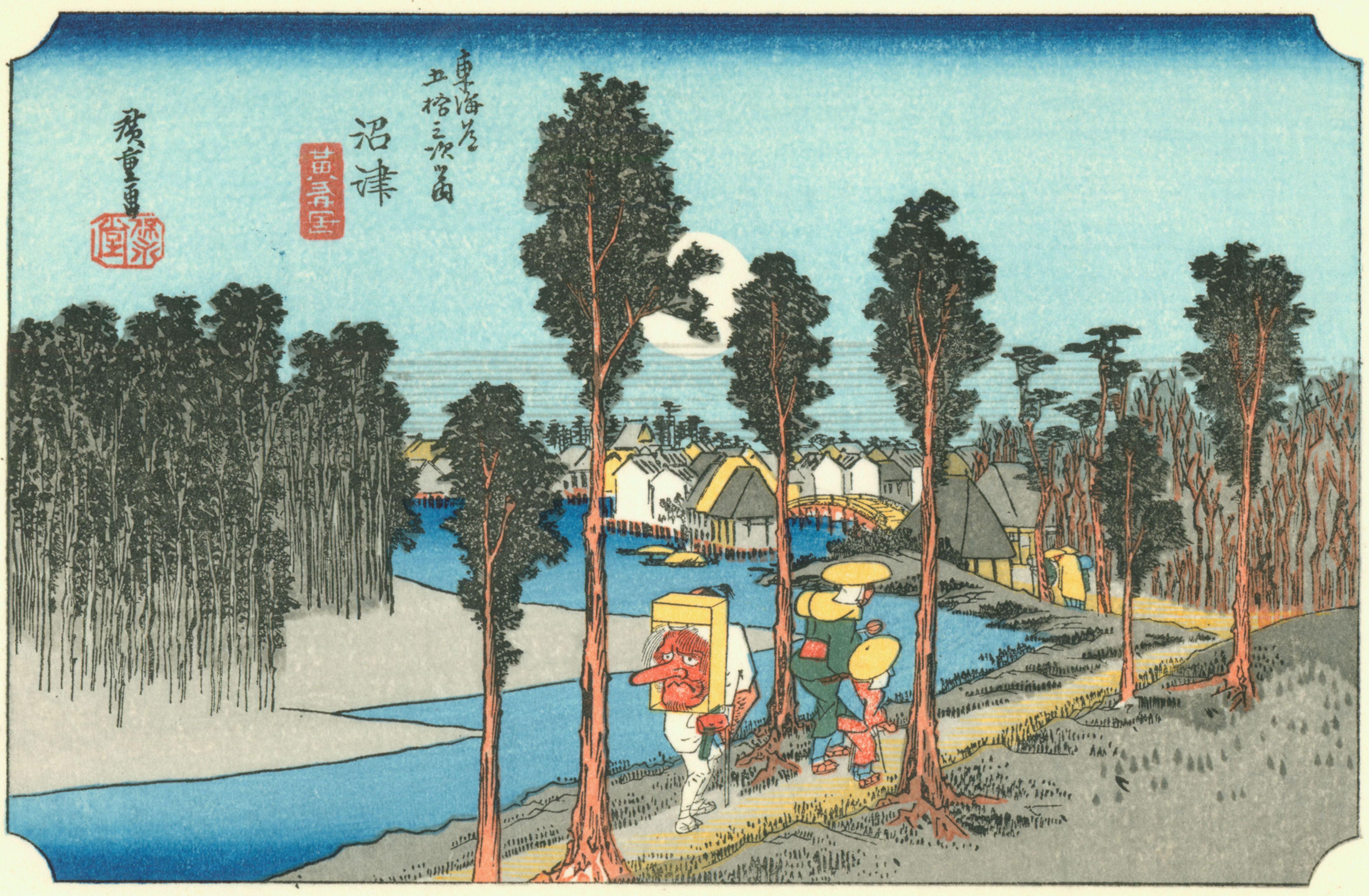
Numazu (Twilight Scene)
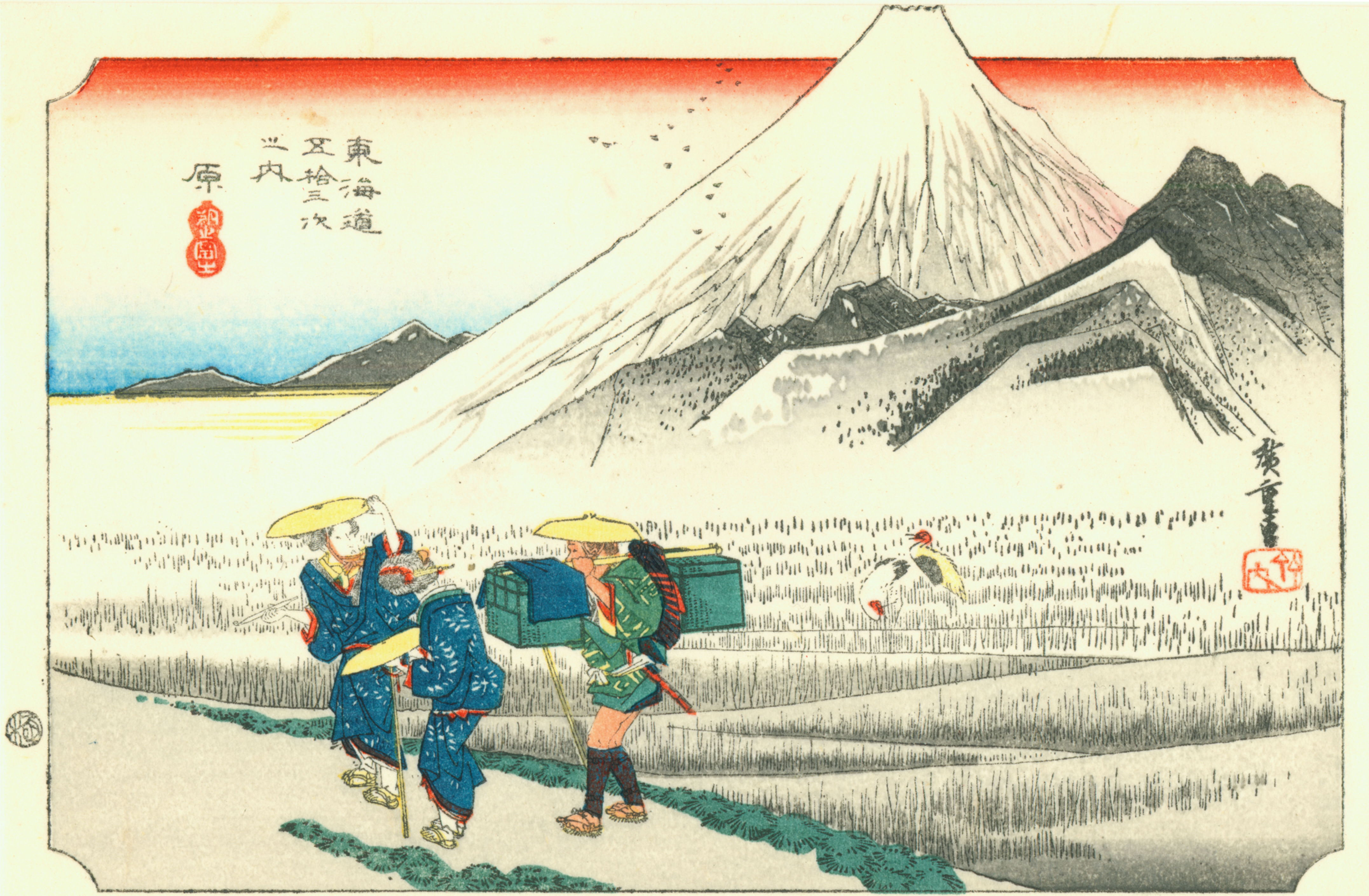
Hara (Mt. Fuji in the morning)
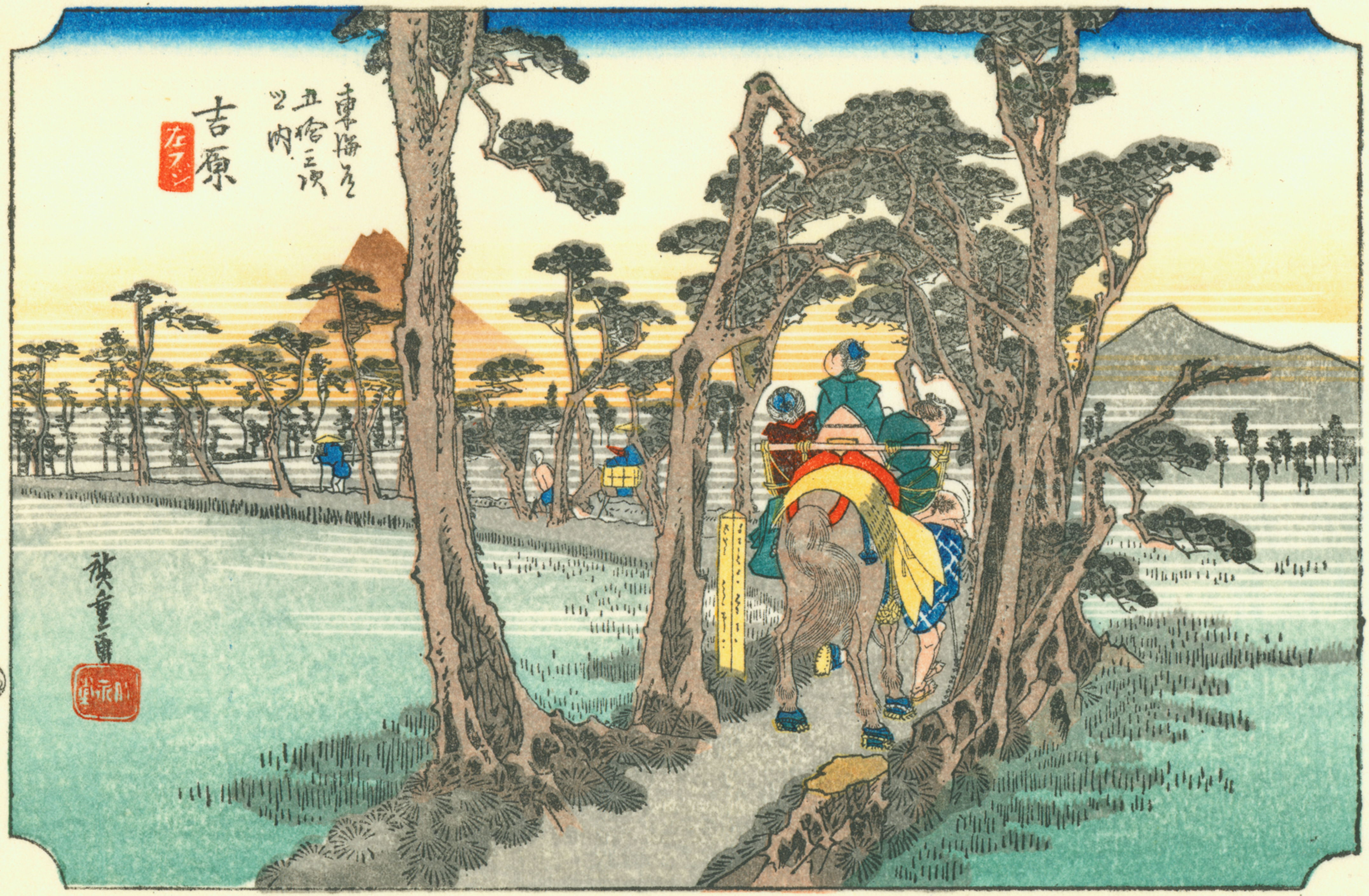
Yoshiwara (Mt. Fuji on the left)
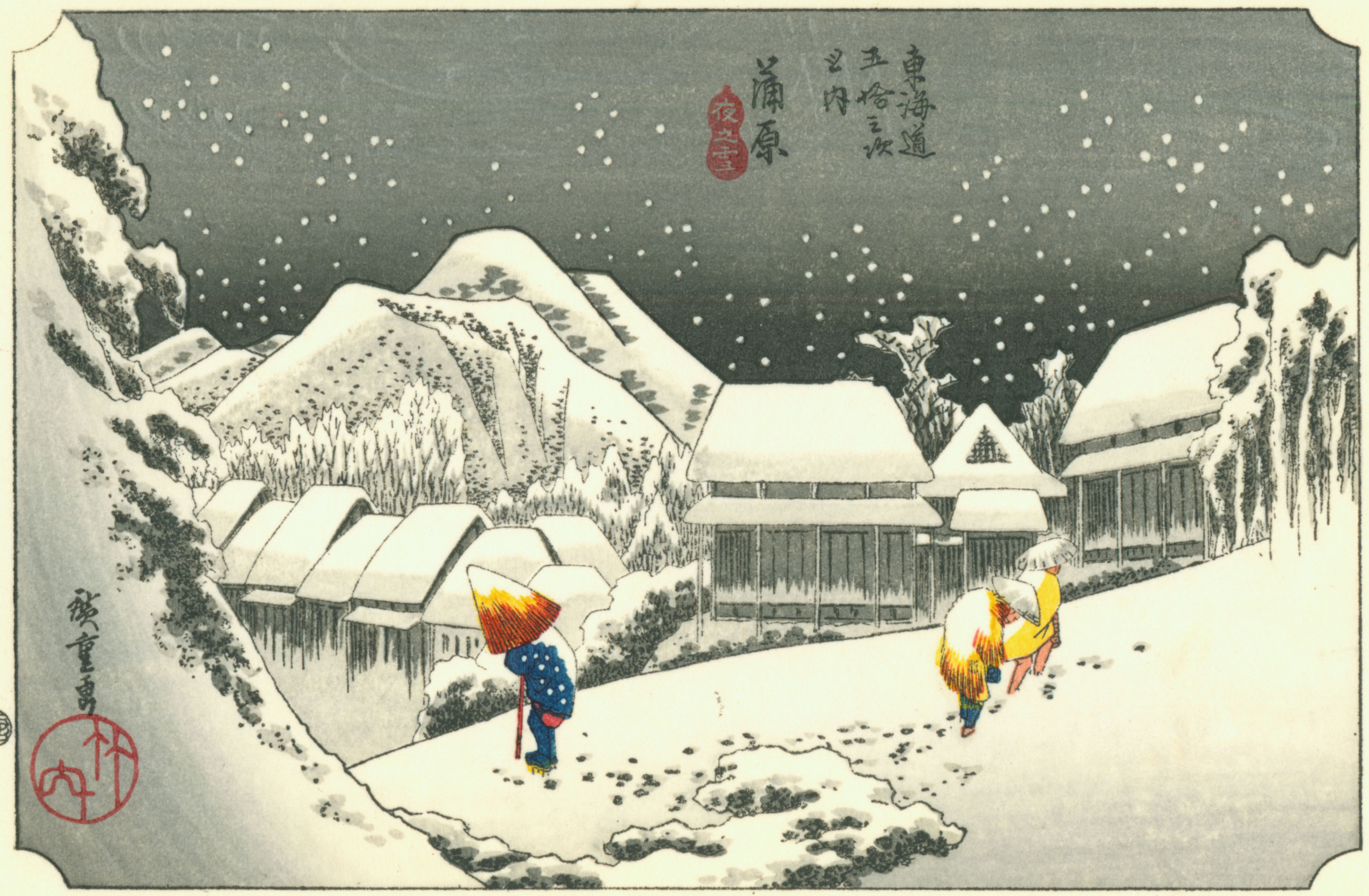
Kanbara (Evening Snow)
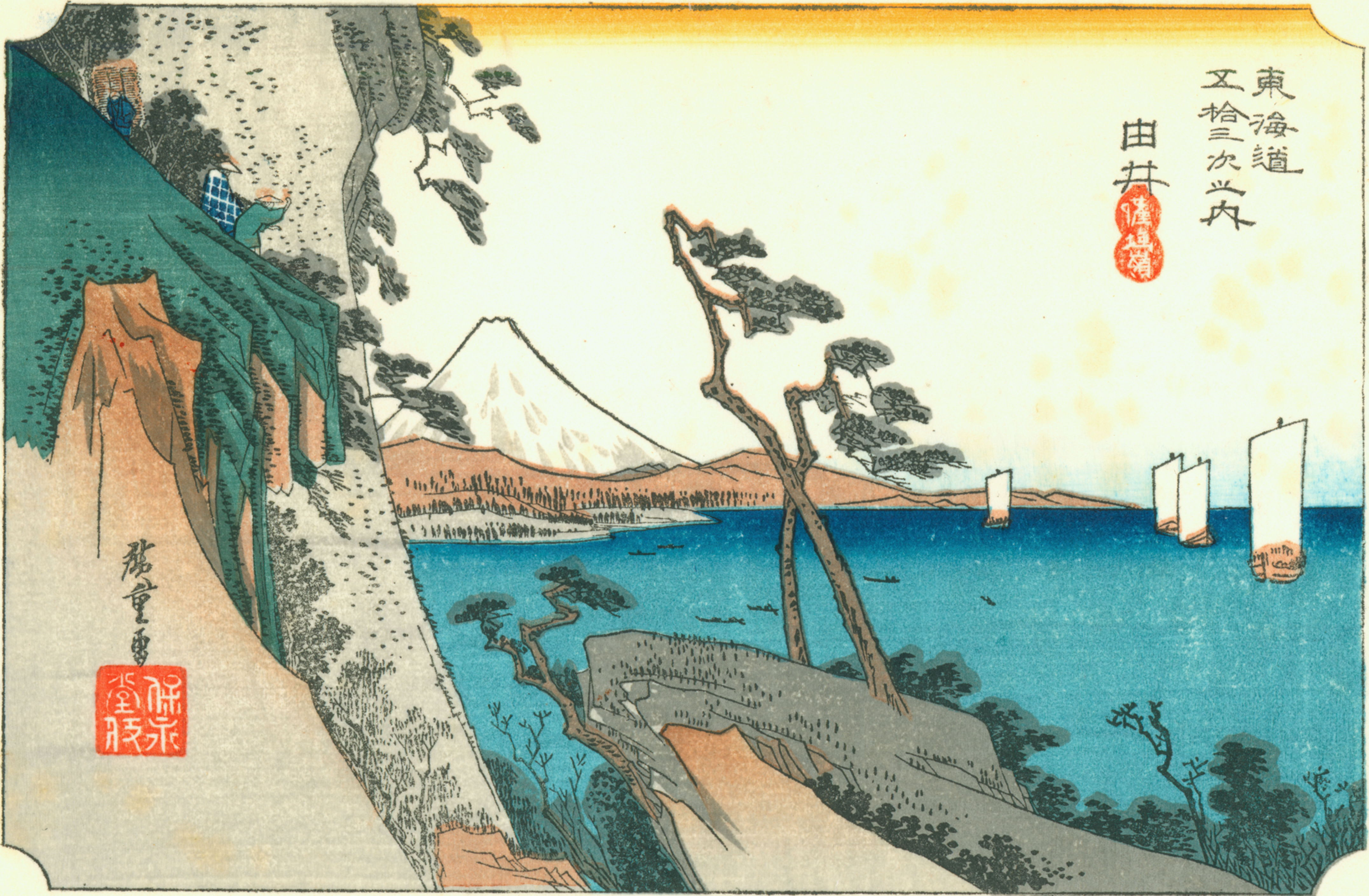
Yui (Satta Path)
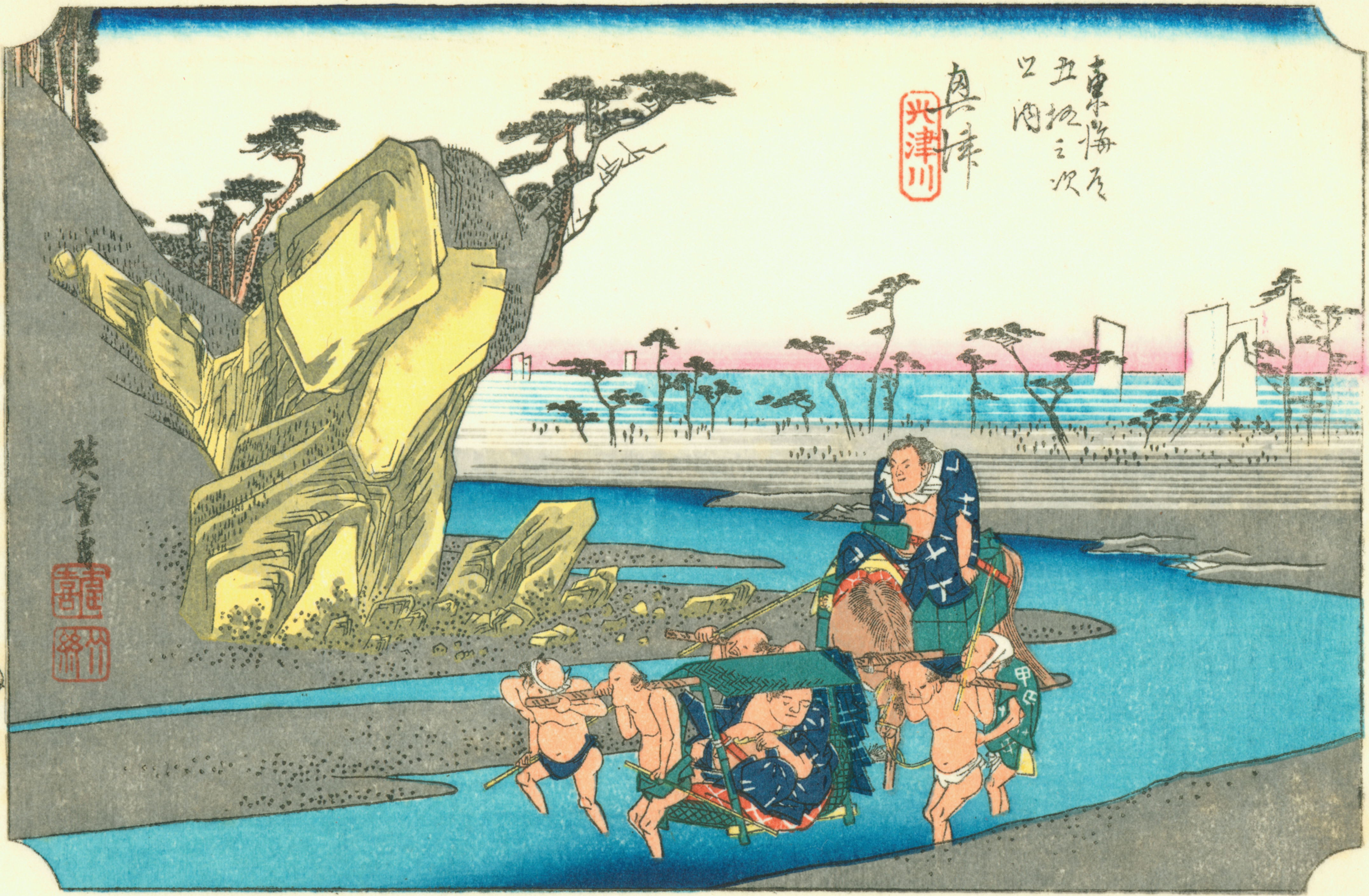
Okitsu (Okitsu River)
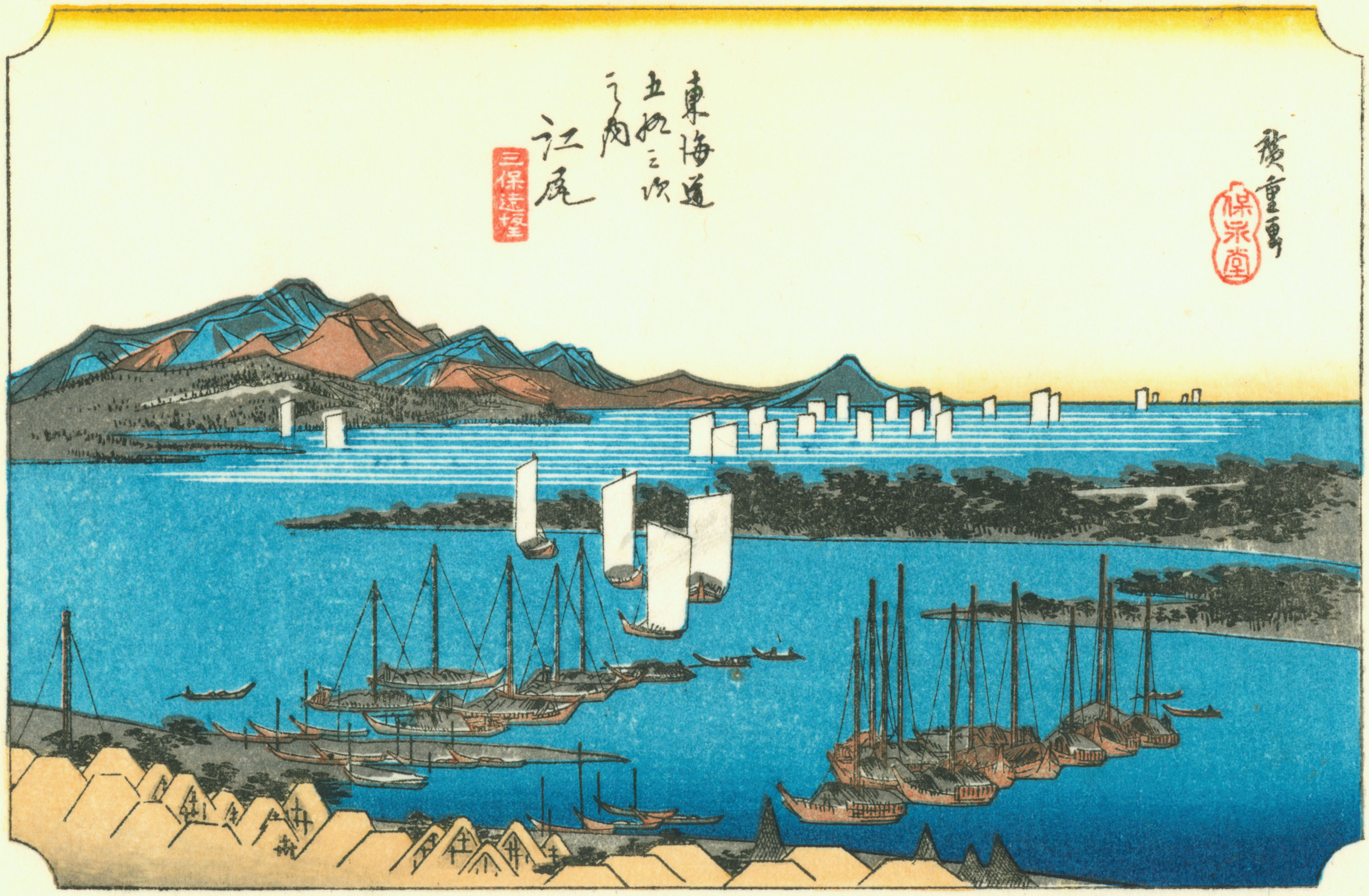
Ejiri (Distant View of Miho)
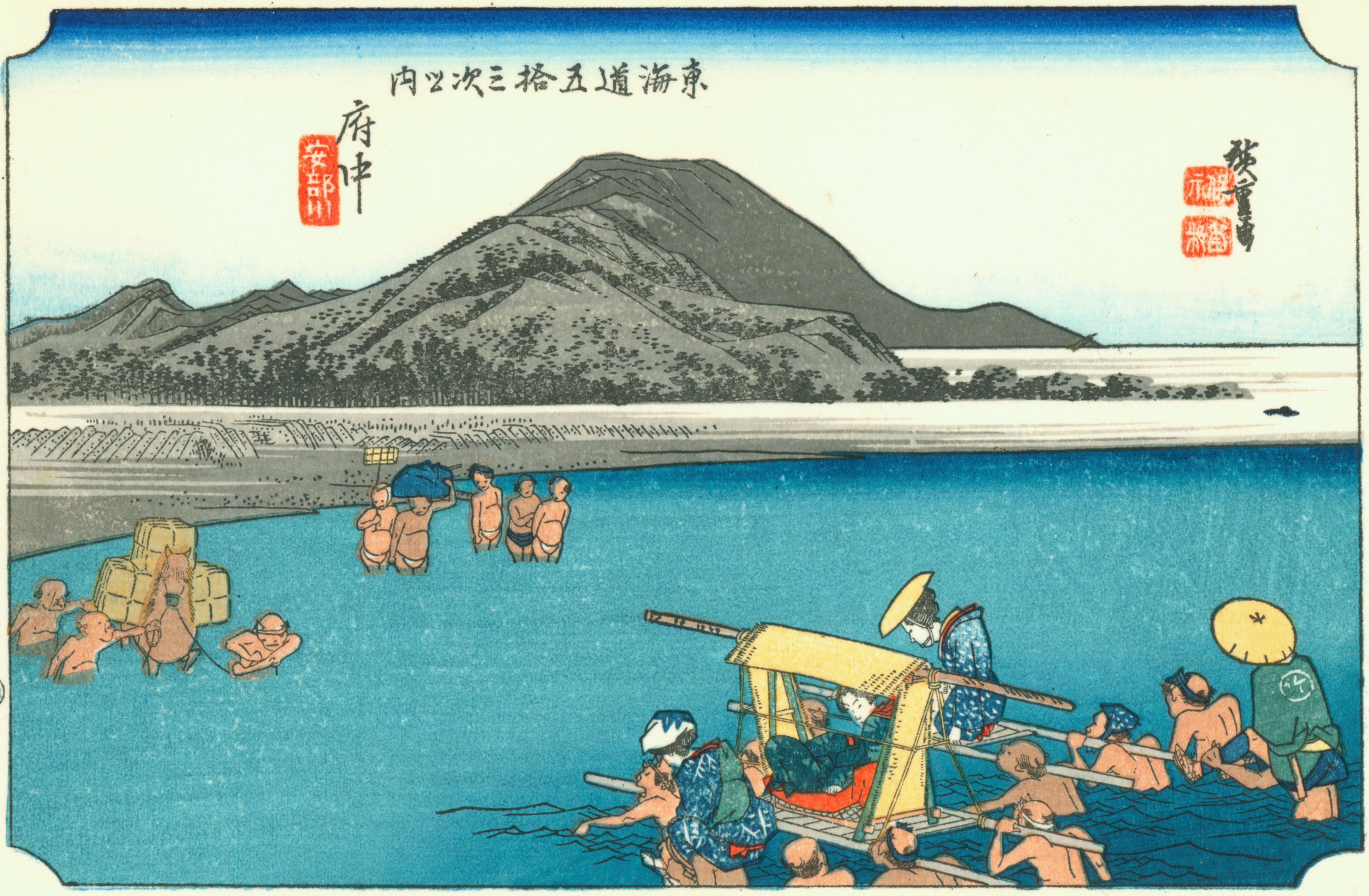
Fuchu (Abe River)
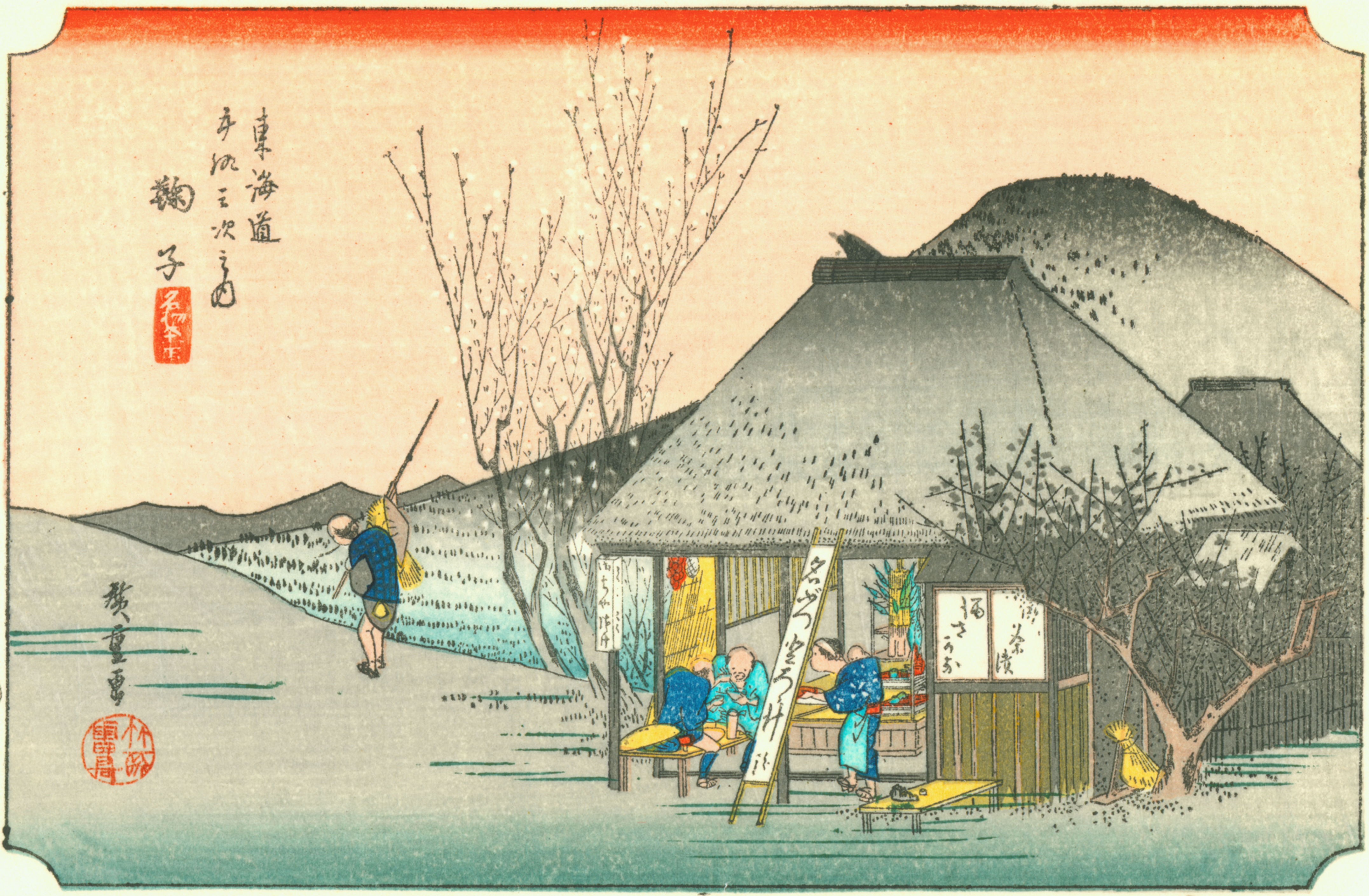
Mariko (Famous Tea House)
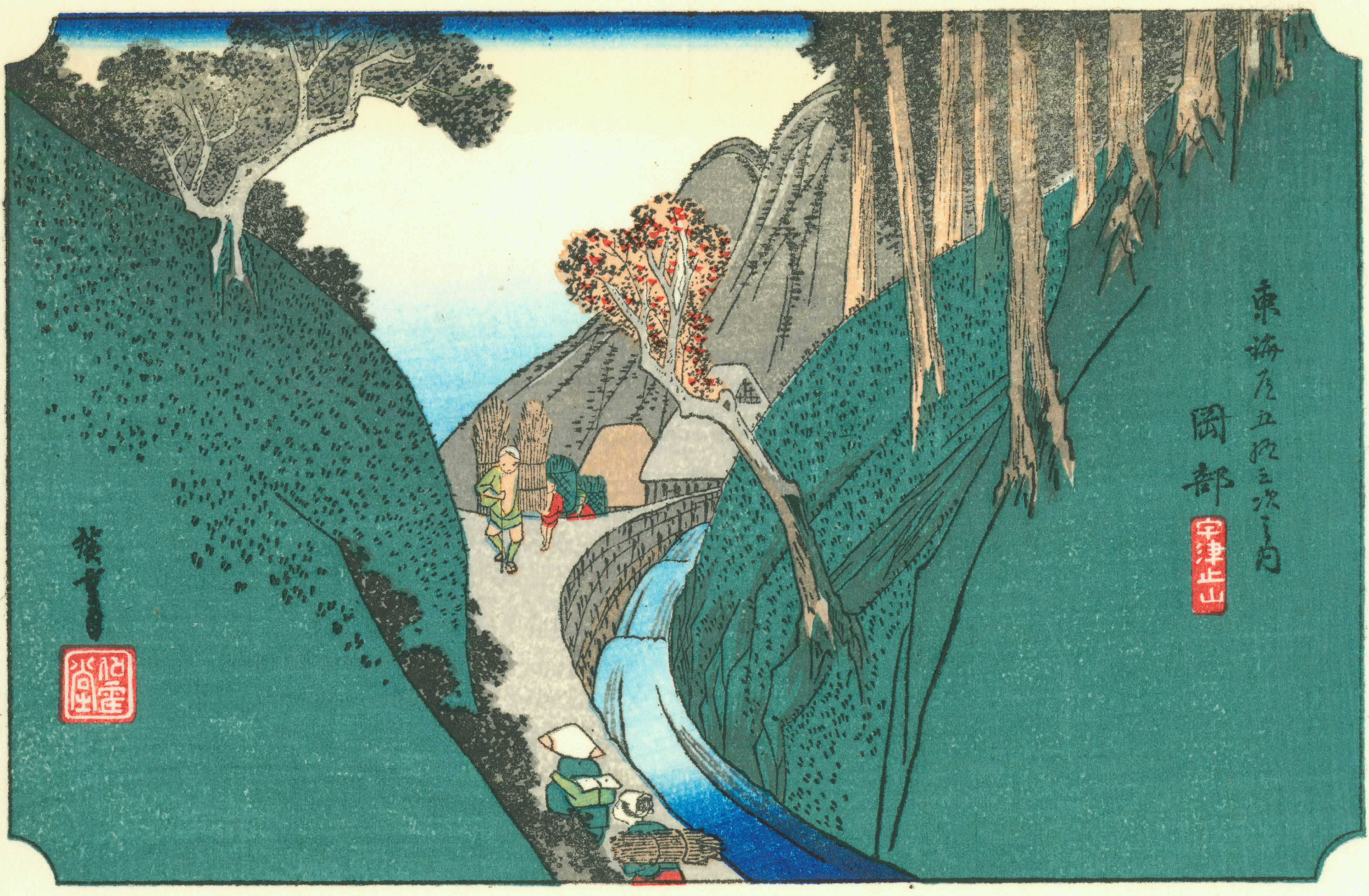
Okabe (Utsunodani Path)
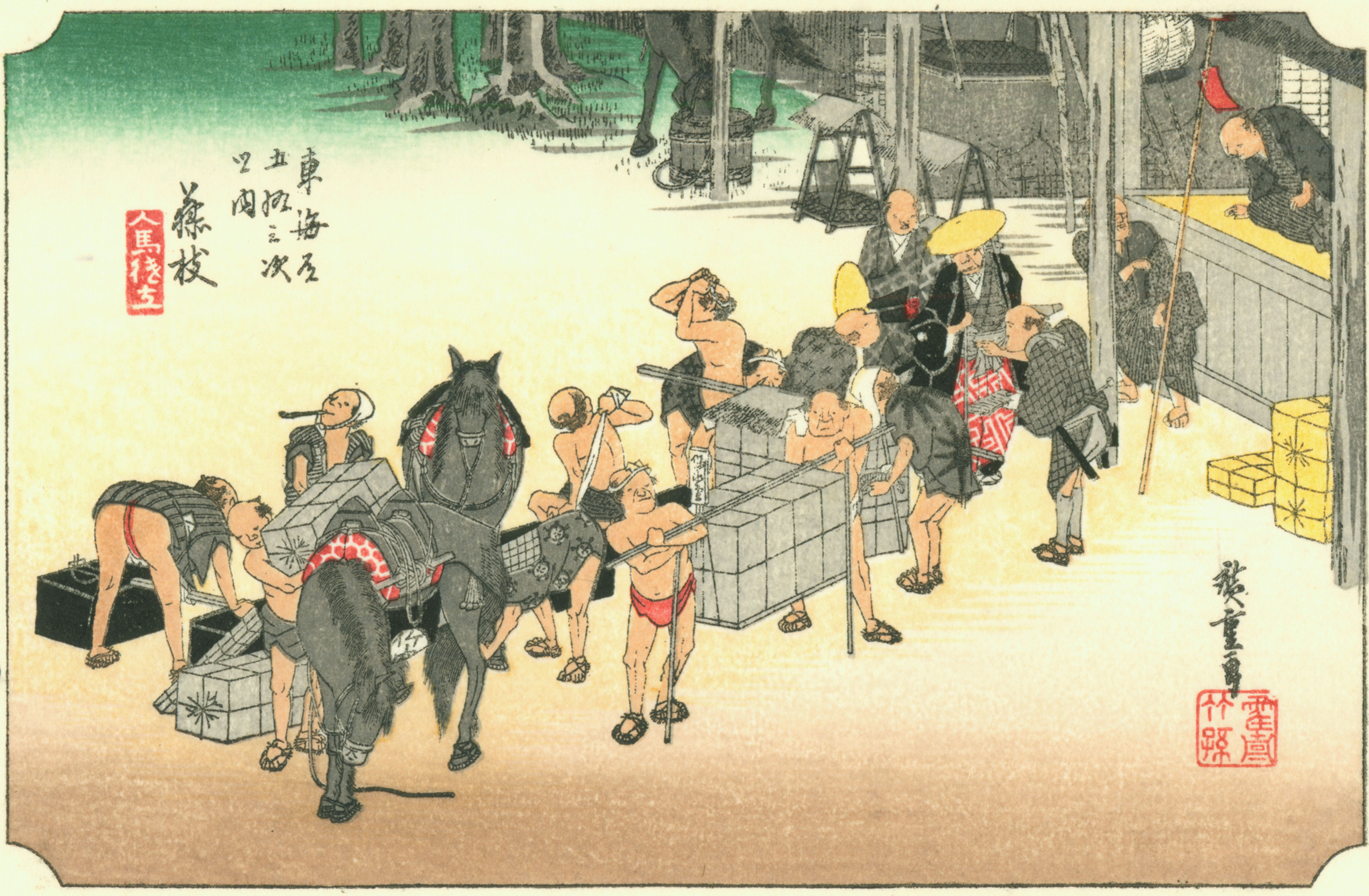
Fujieda (Changing Porters and Horses)
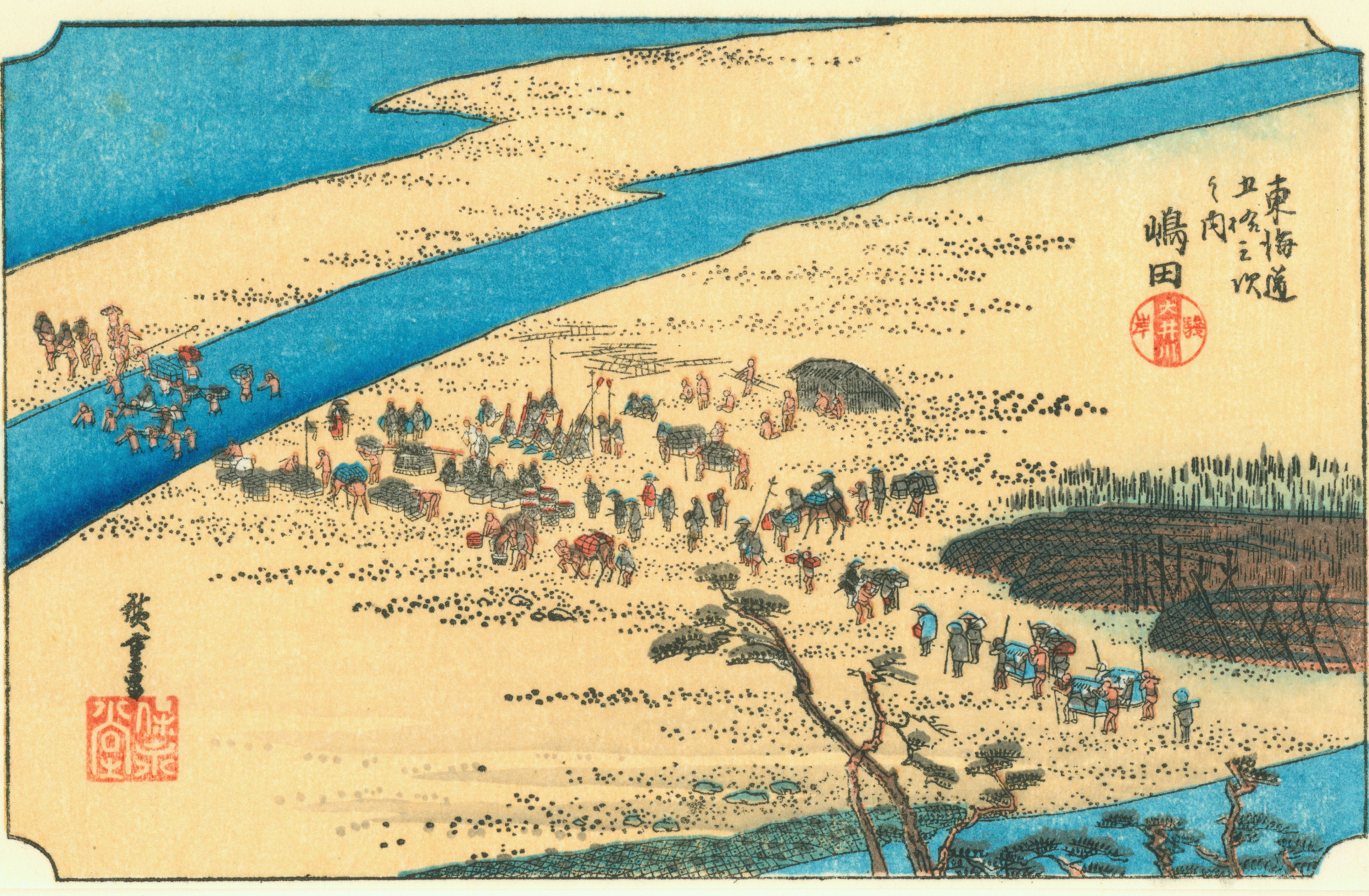
Shimada (Oi River)
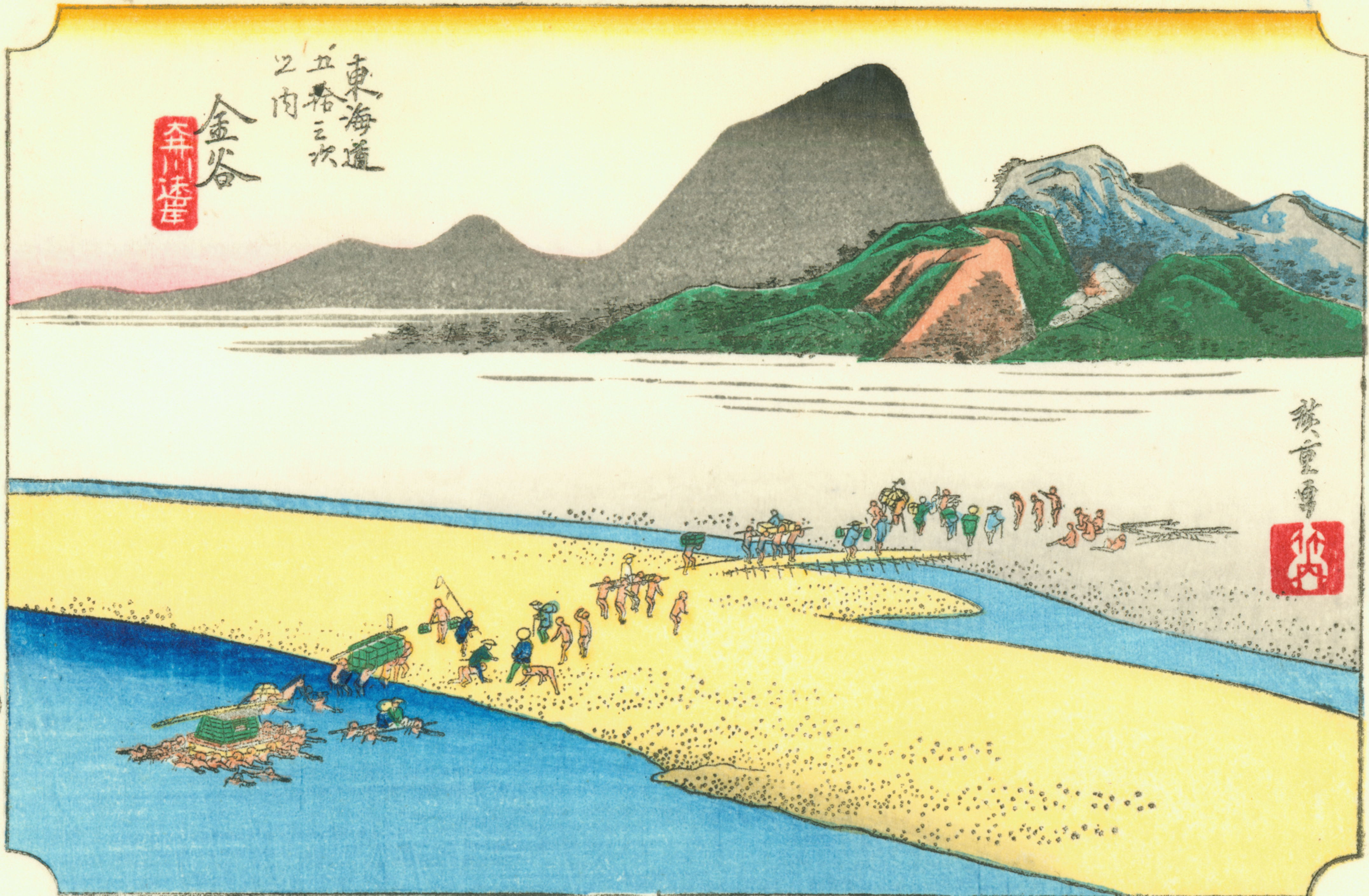
Kanaya (Oi River from the Opposite Bank)
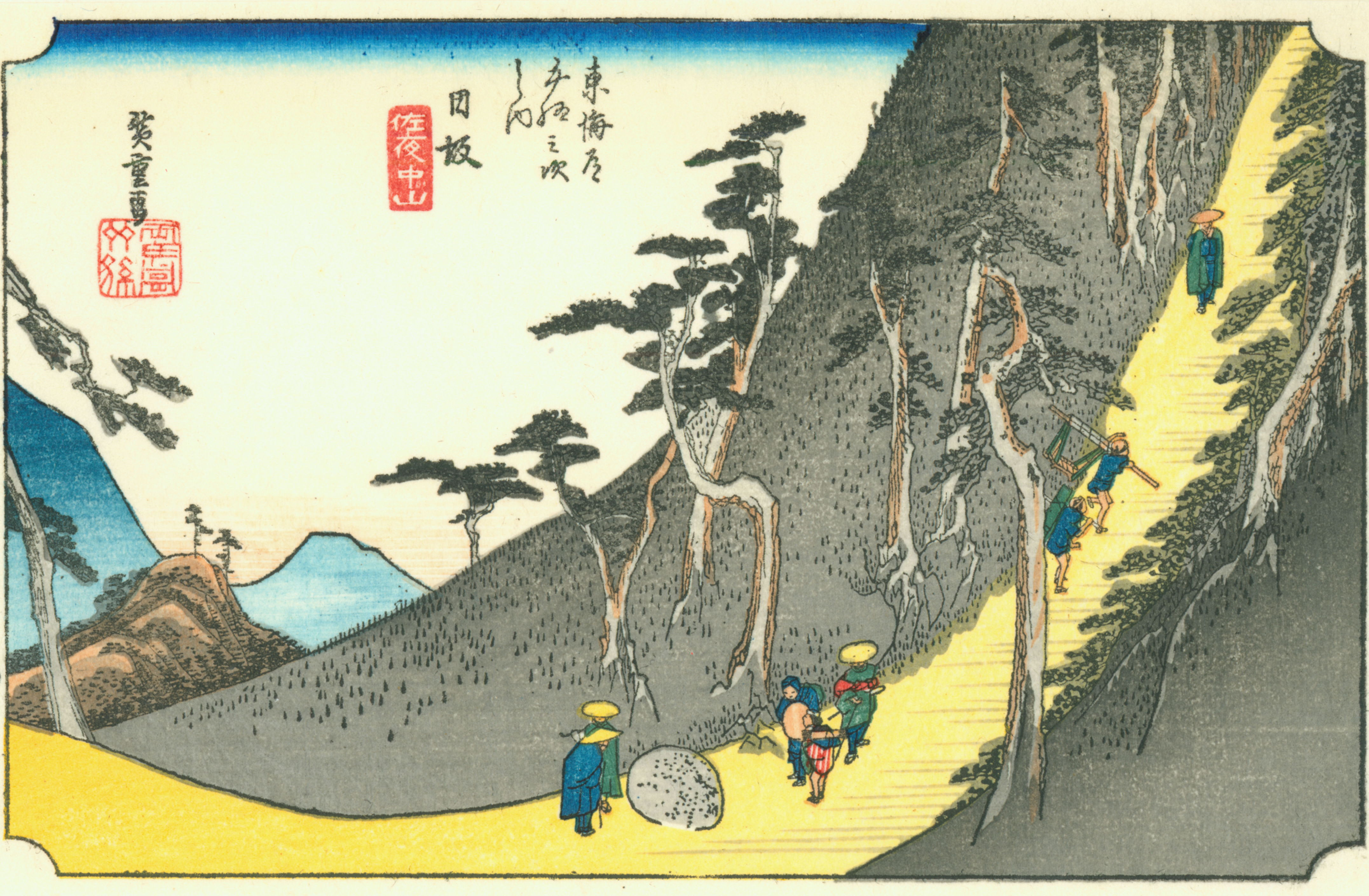
Nissaka (Sayo no Nakayama Path)
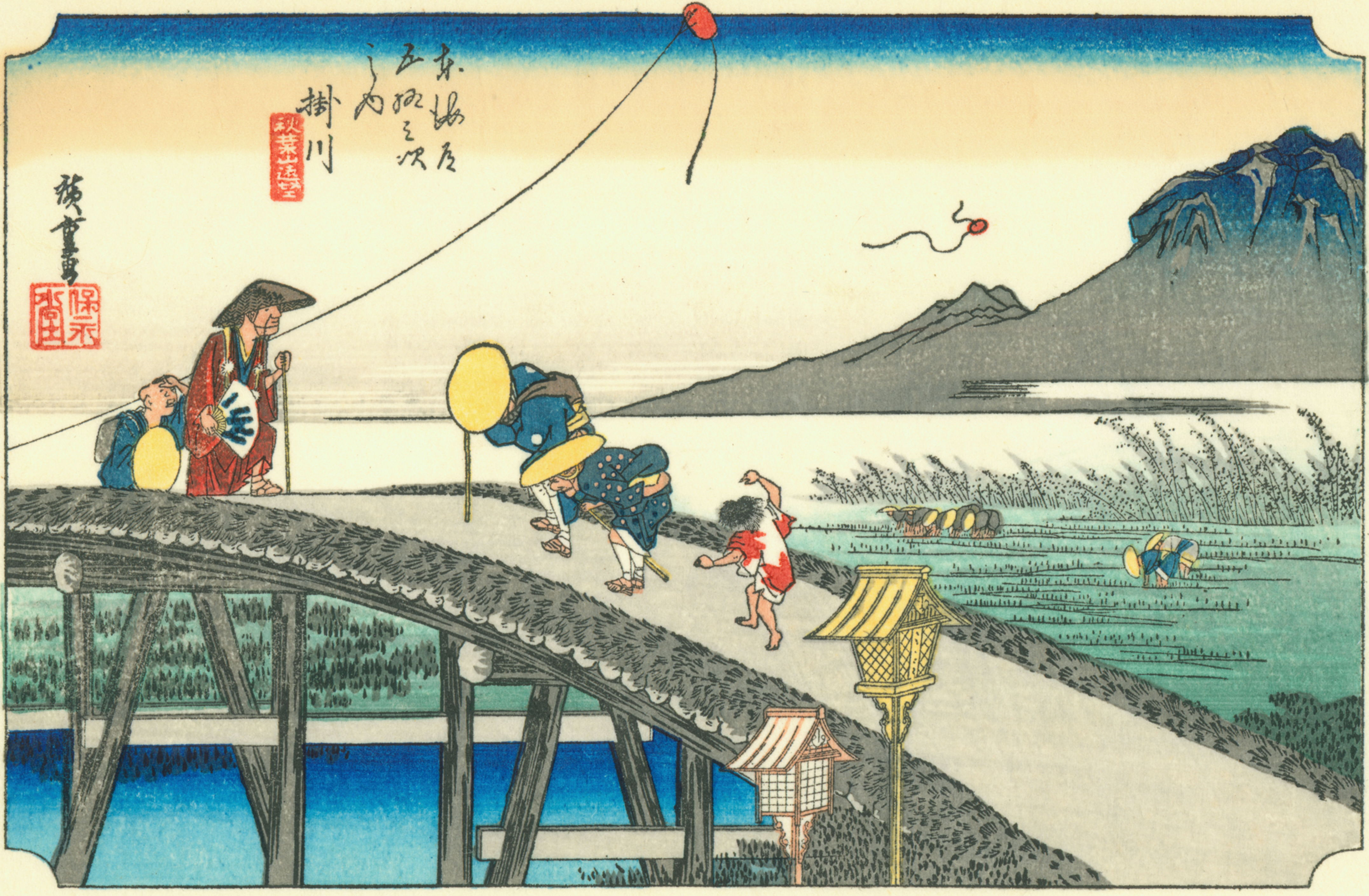
Kakegawa (Distant View of Mt. Akiha)
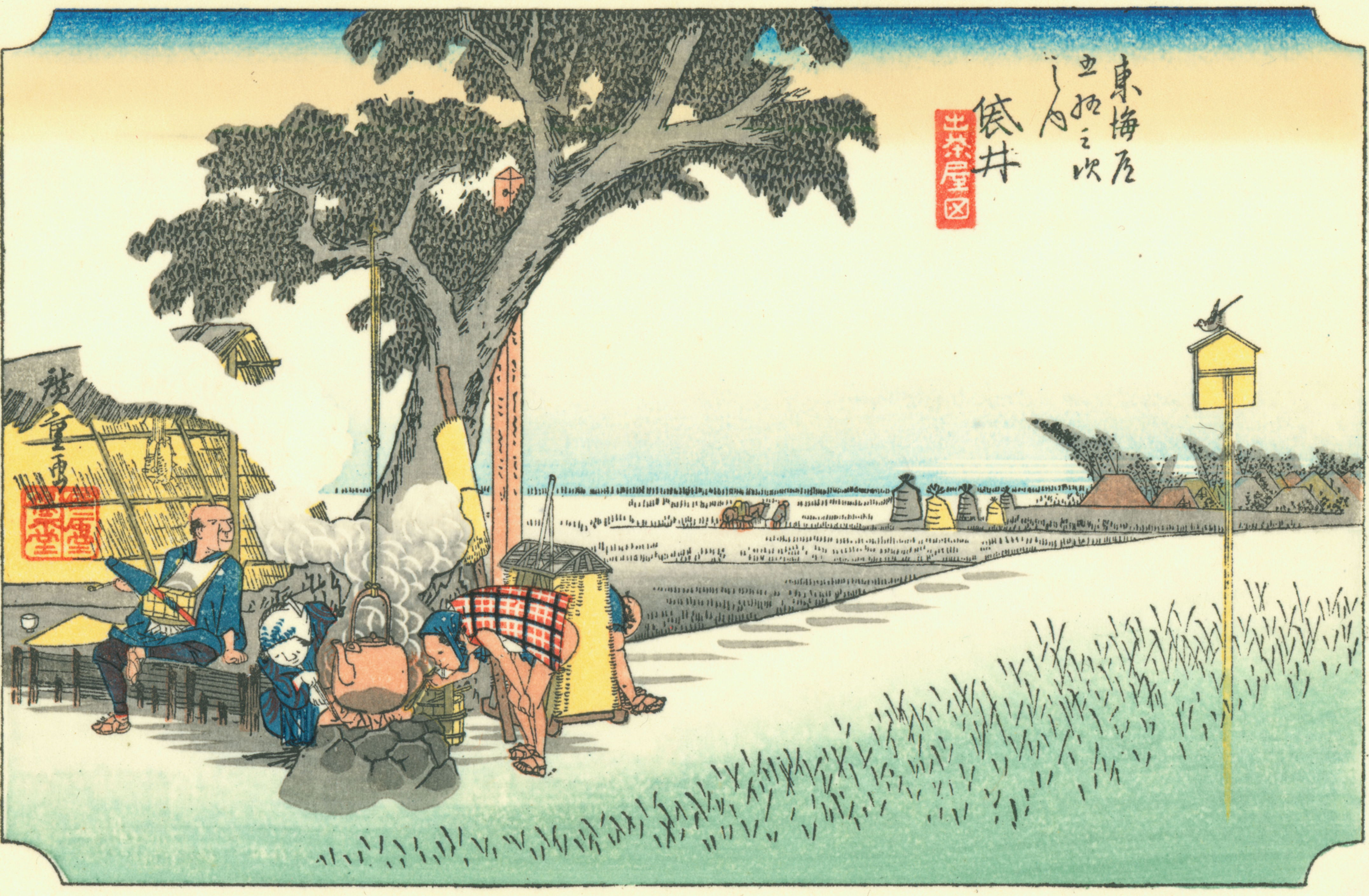
Fukuroi (Open-air Teahouse)
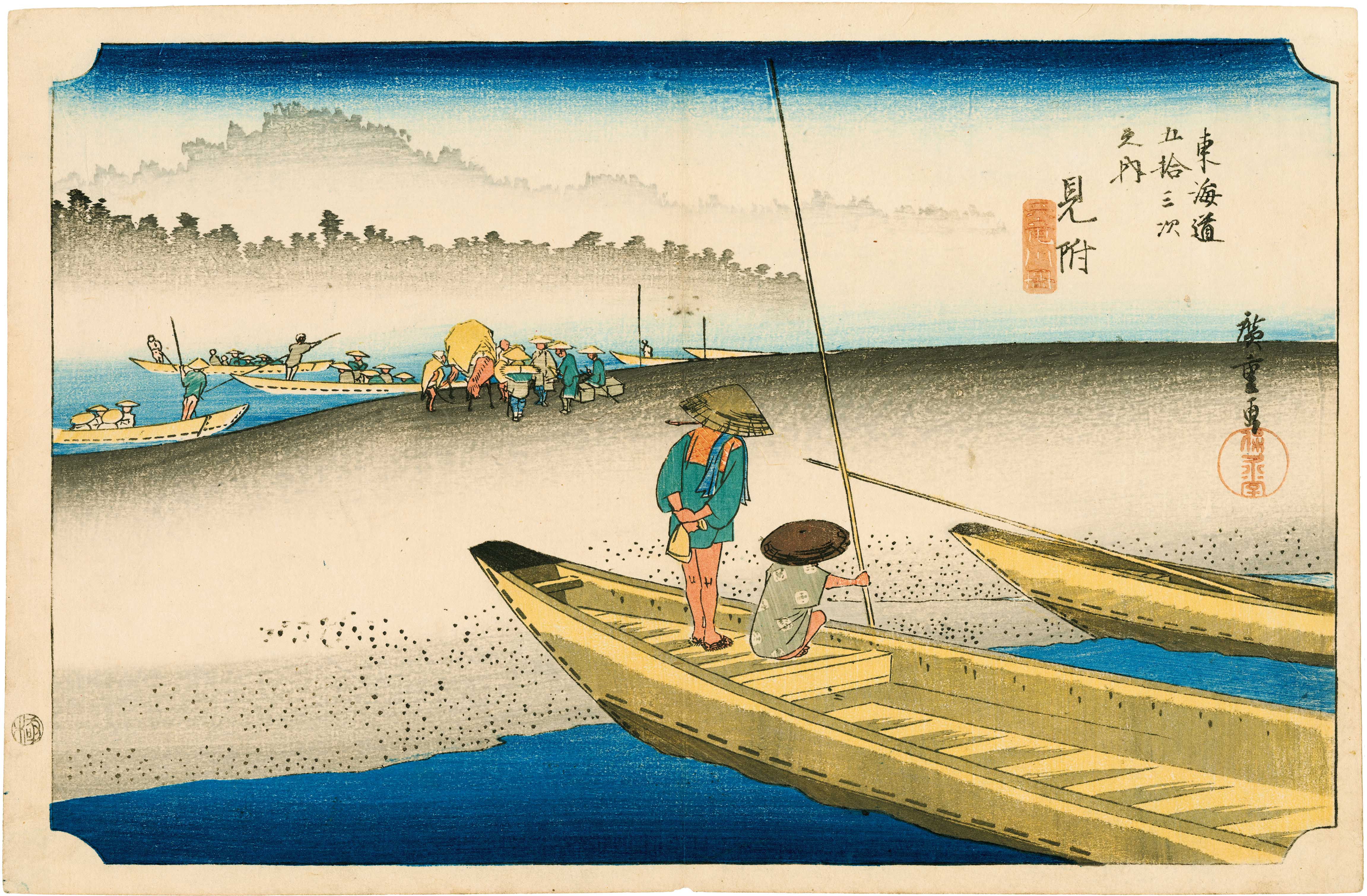
Mitsuke (Tenryu River)
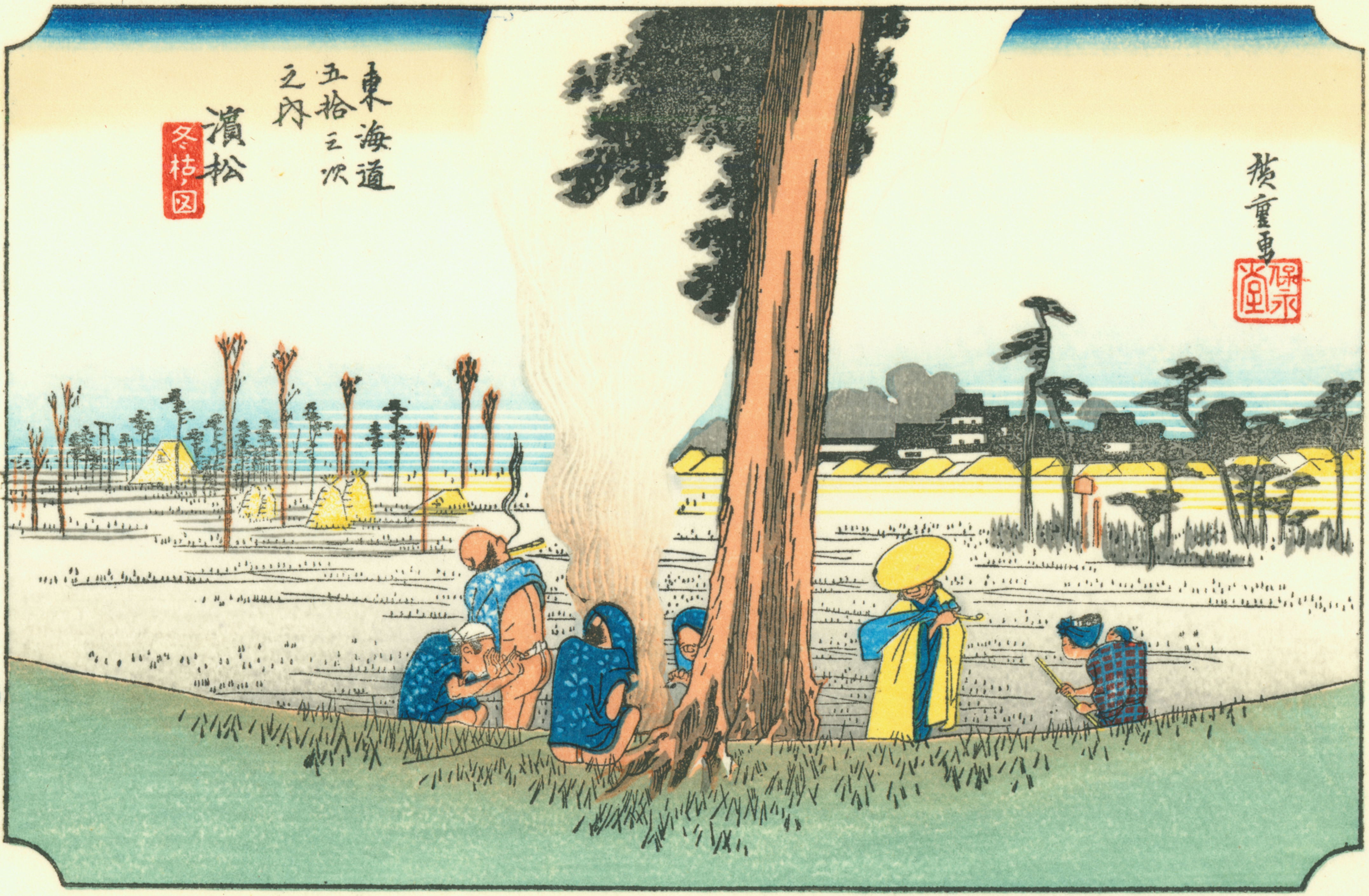
Hamamatsu (Desolate Winter Scene)
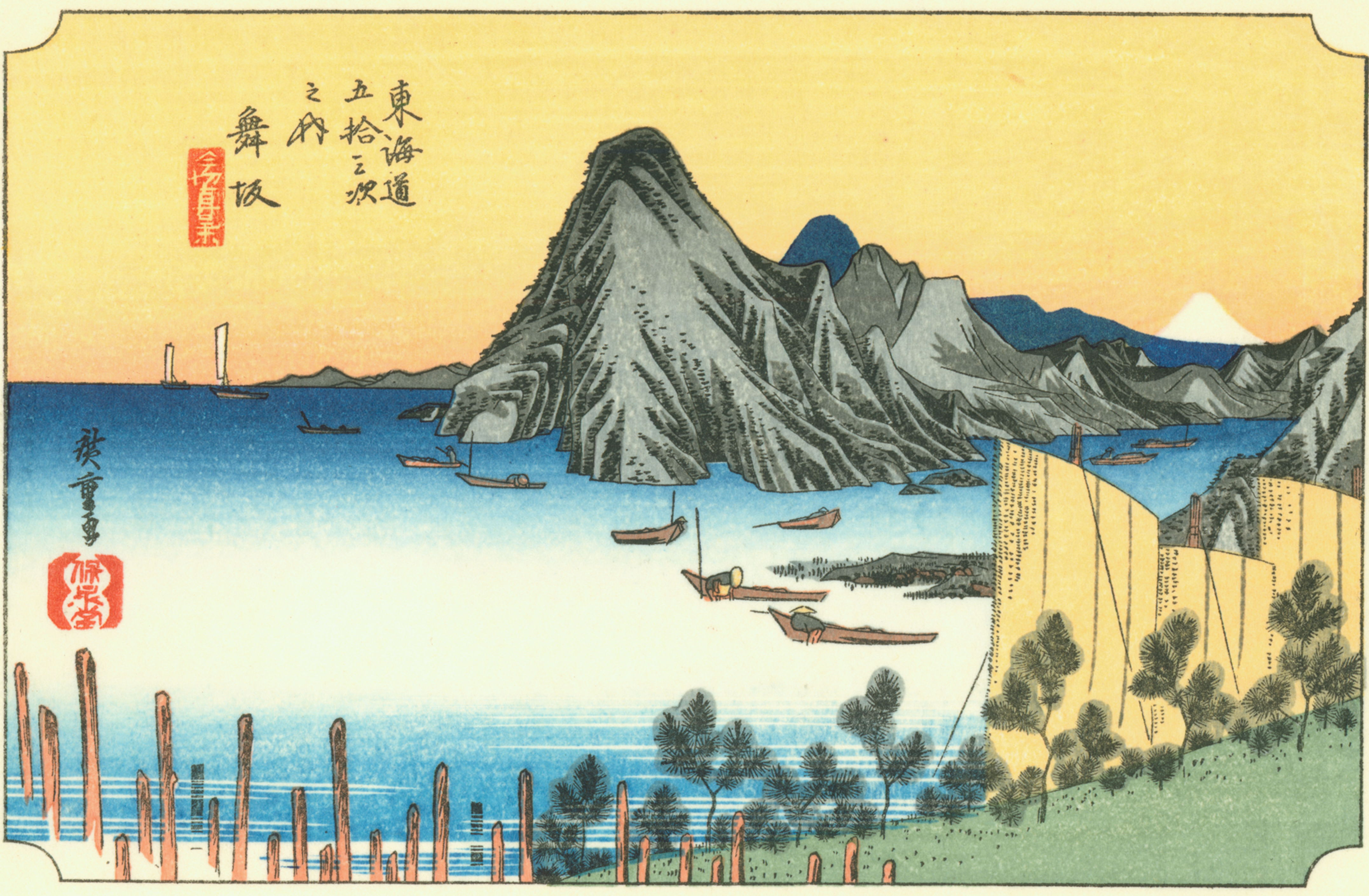
Maisaka (View of Imagiri)
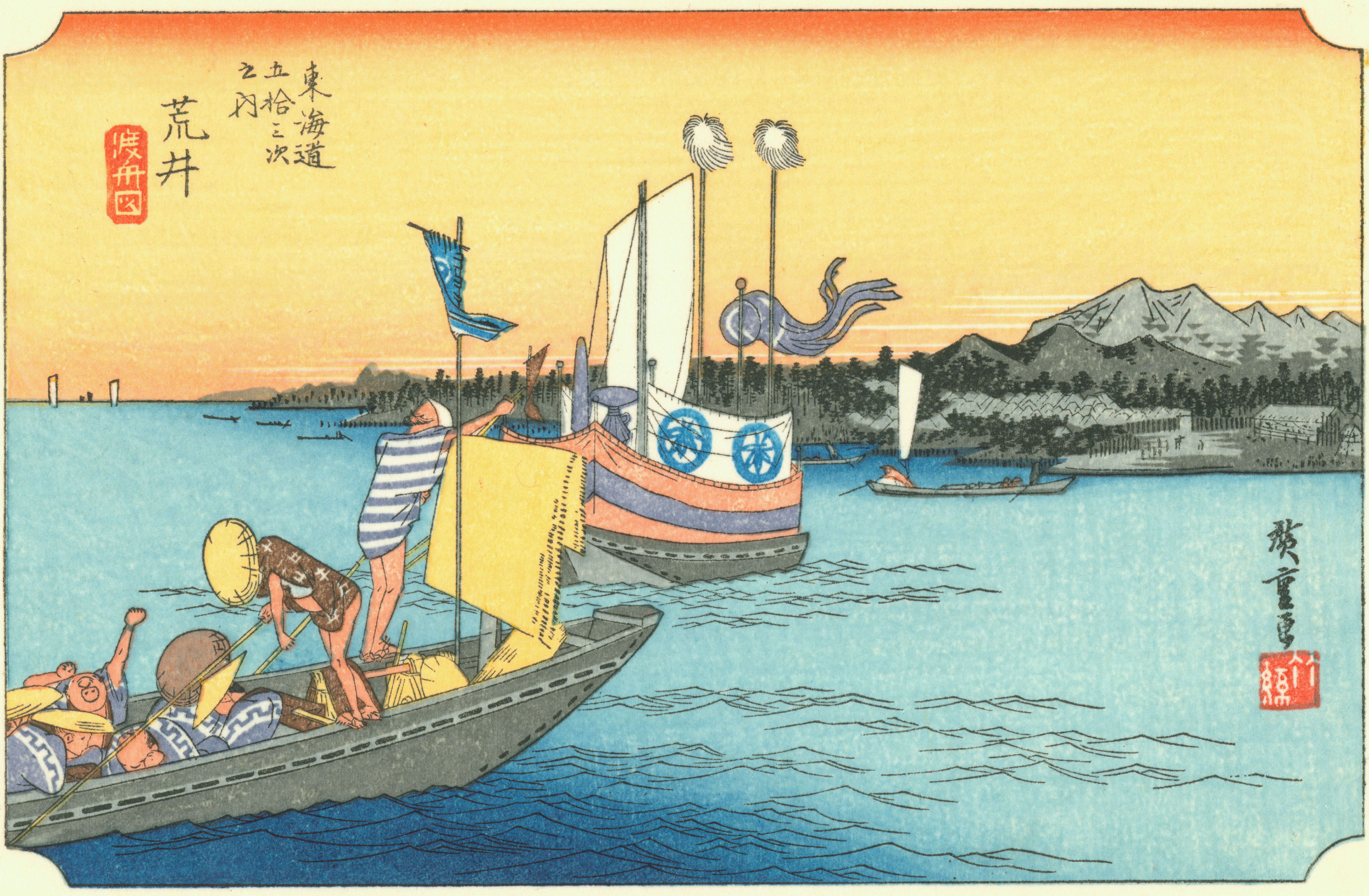
Arai (Ferry Crossing)
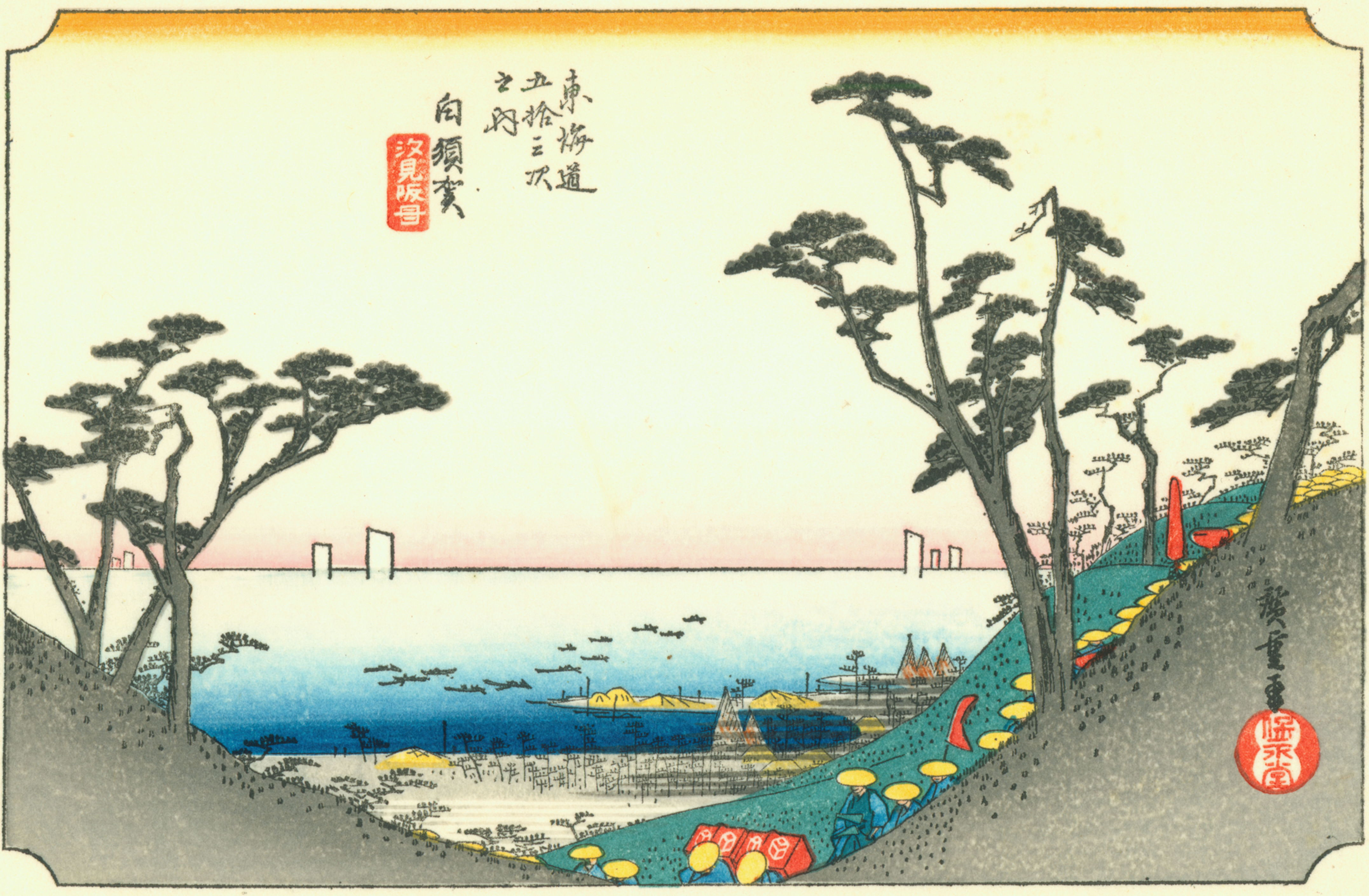
Shirasuka (View of Shiomi Slope)
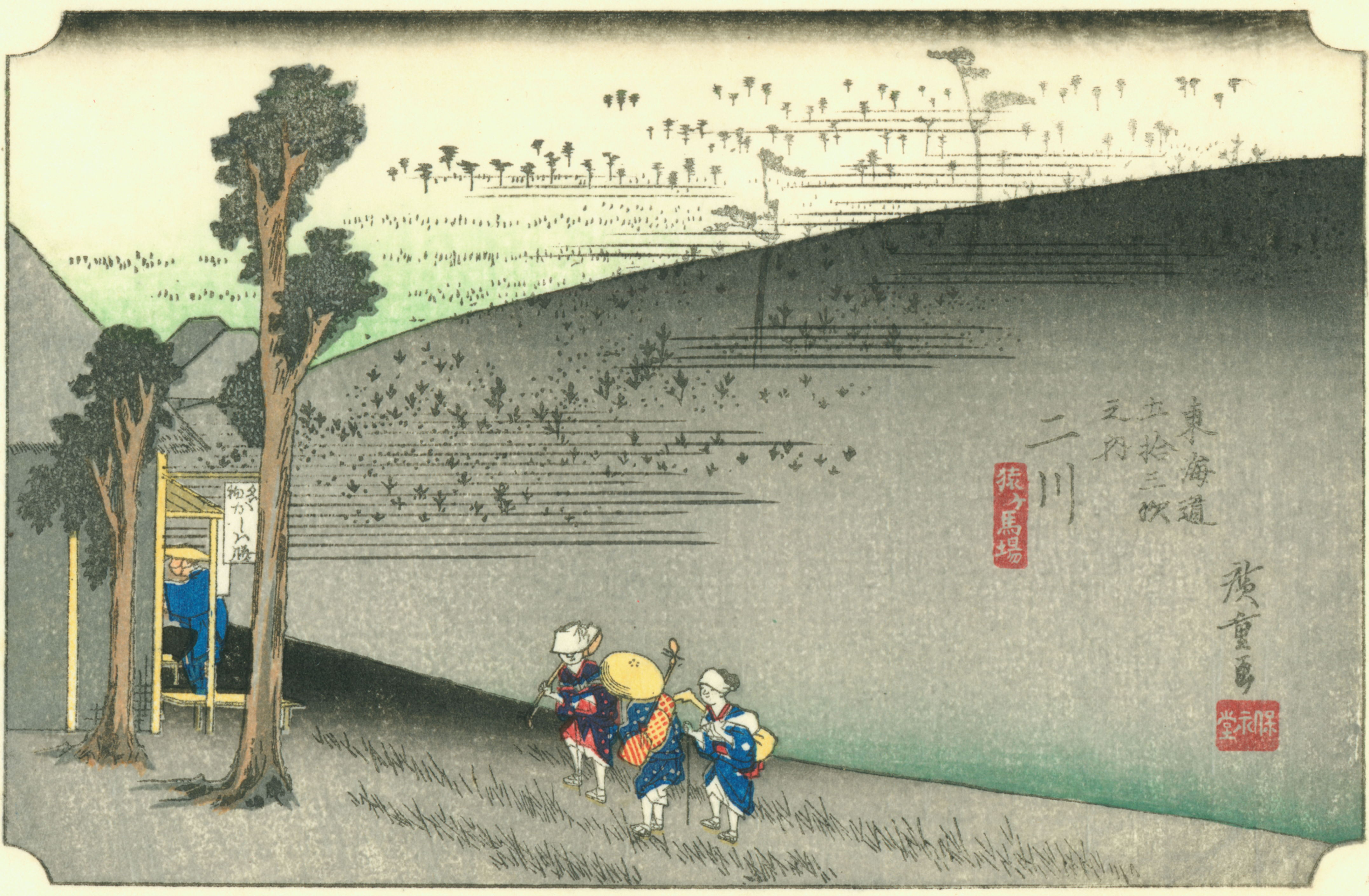
Futagawa (Sarugababa Plain)
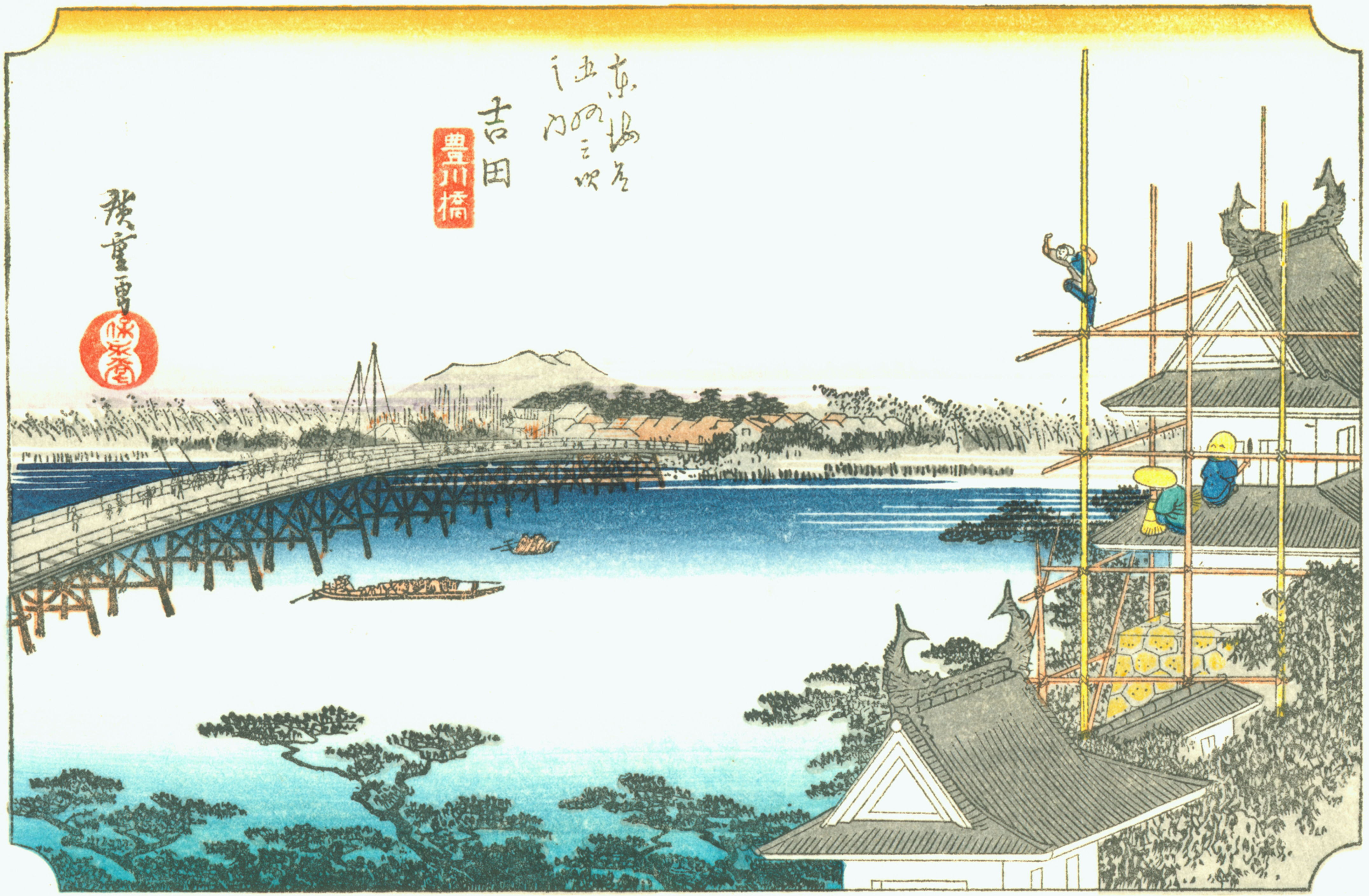
Yoshida (Toyokawa Bridge)
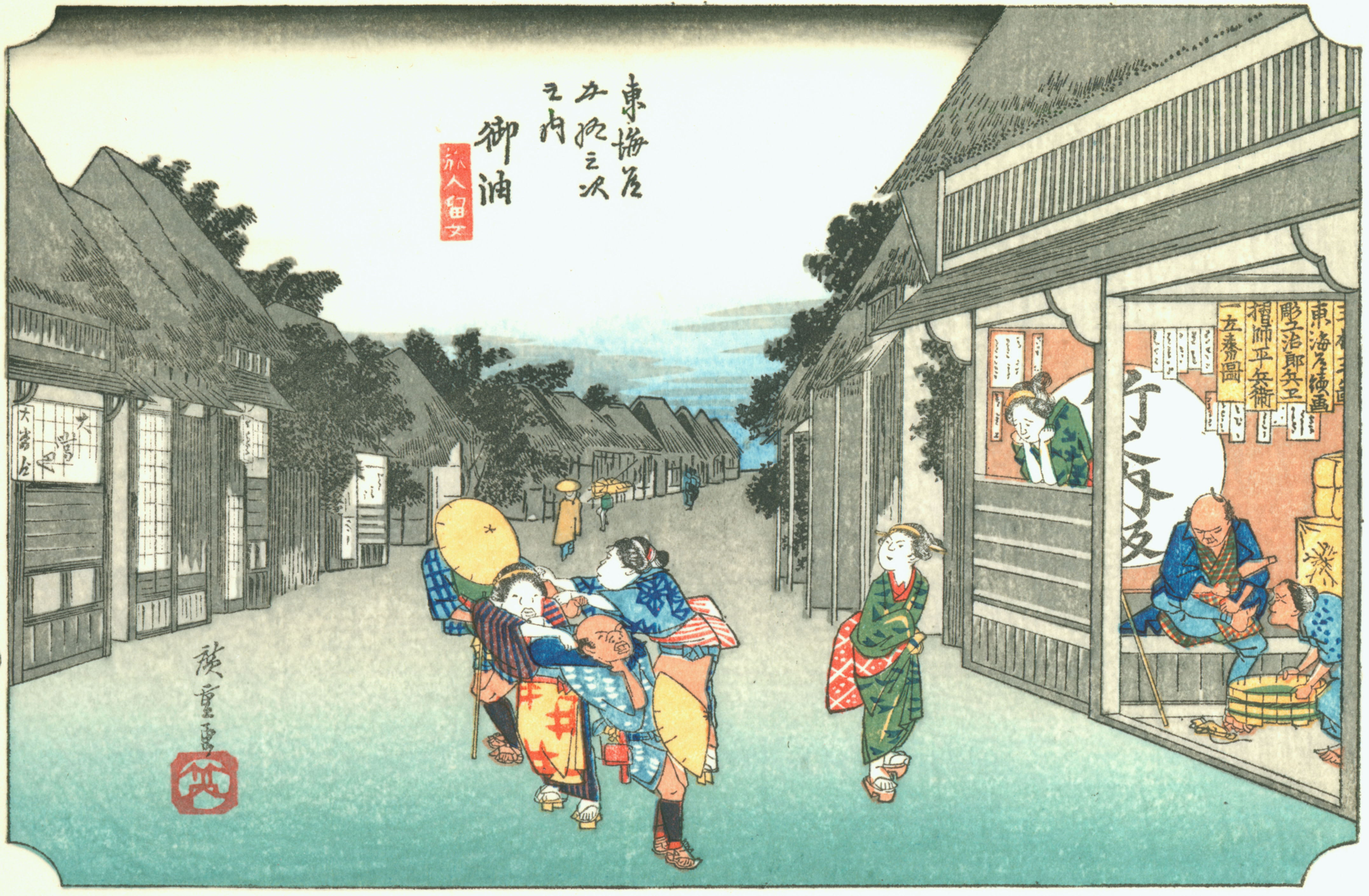
Goyu (Women Soliciting Travelers)
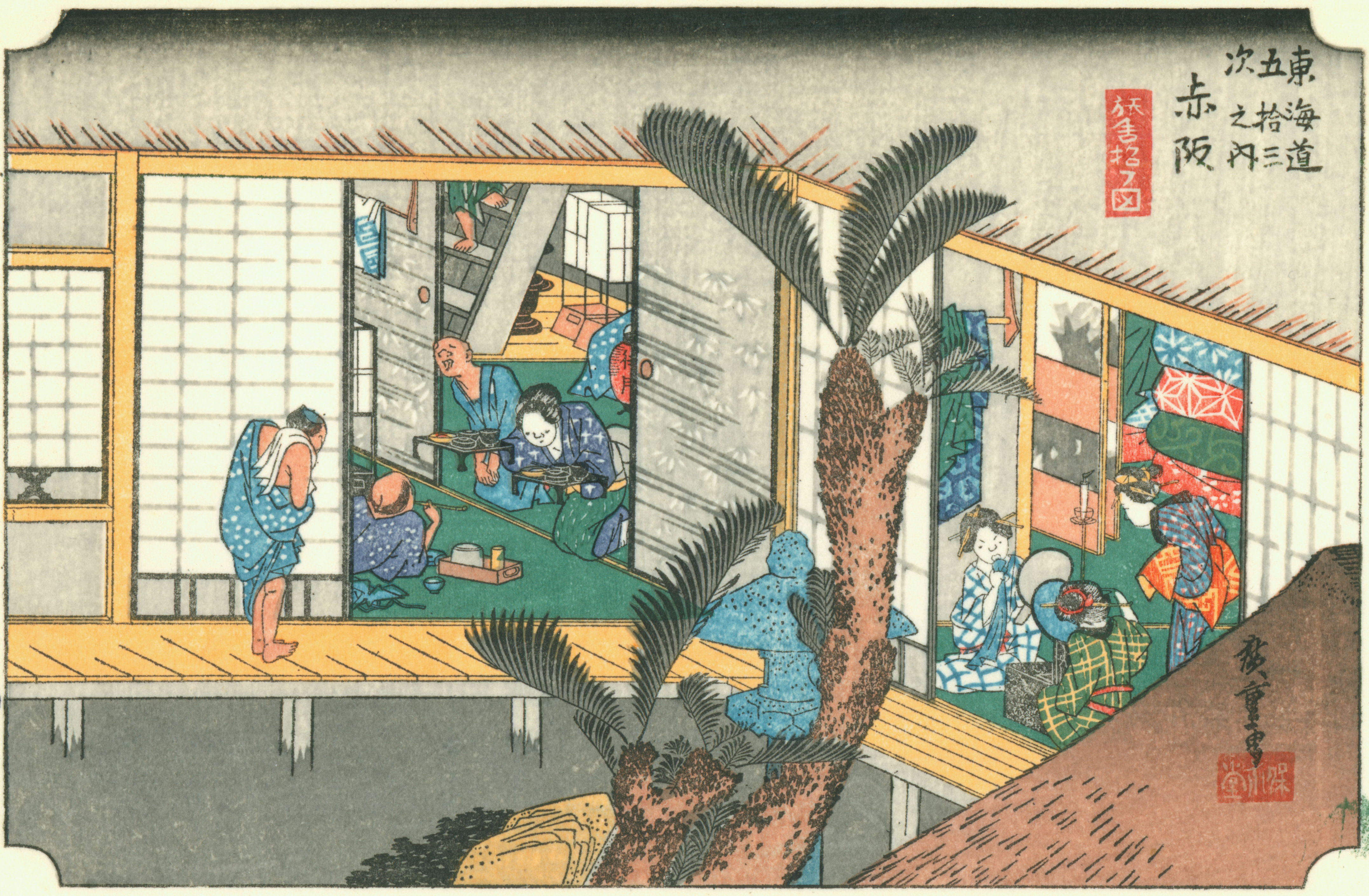
Akasaka (Serving Women of the Inn)
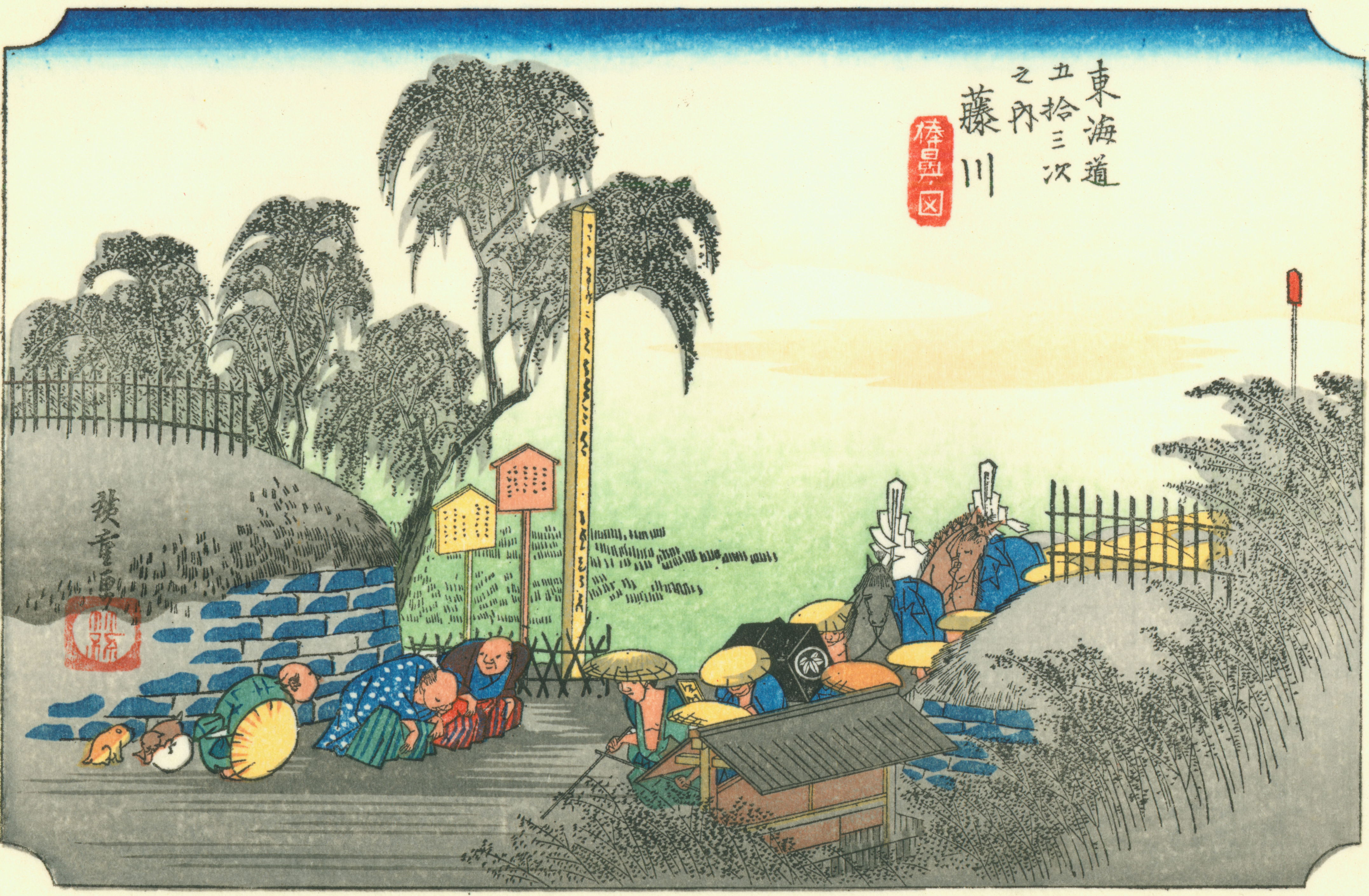
Fujikawa (Station Marker)
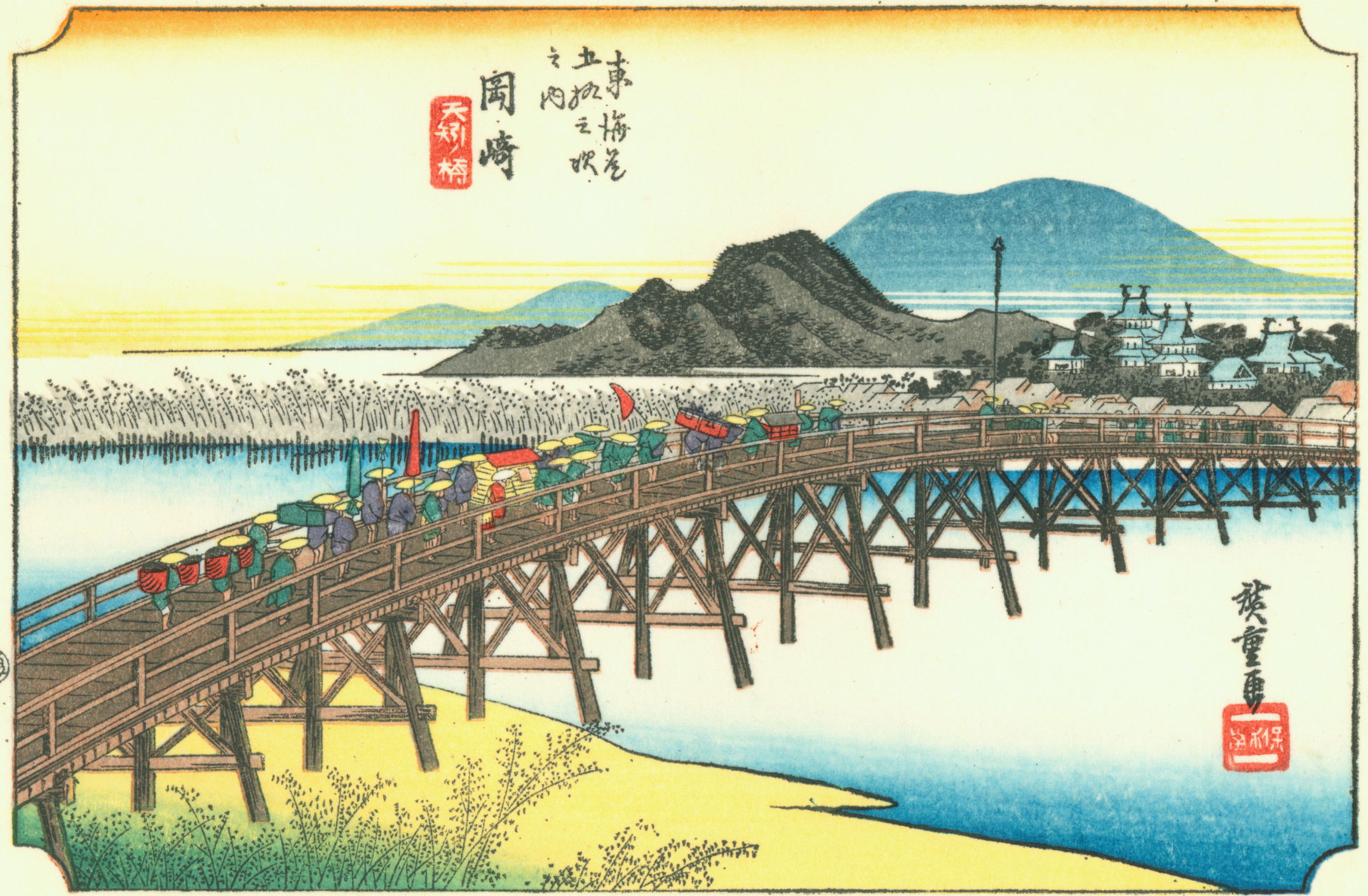
Okazaki (Yahagi Bridge)
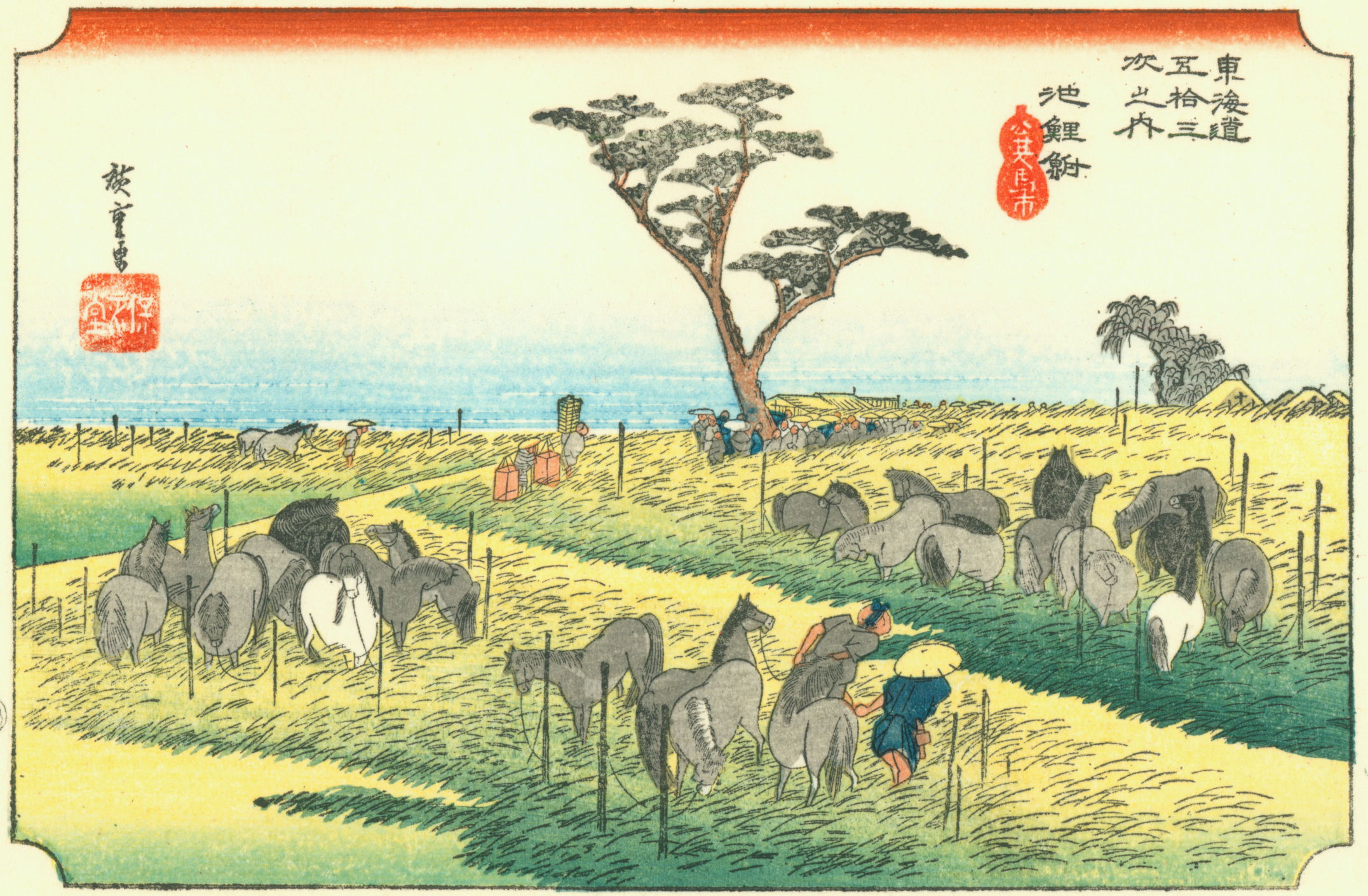
Chiryu (Summer Horse Fair)
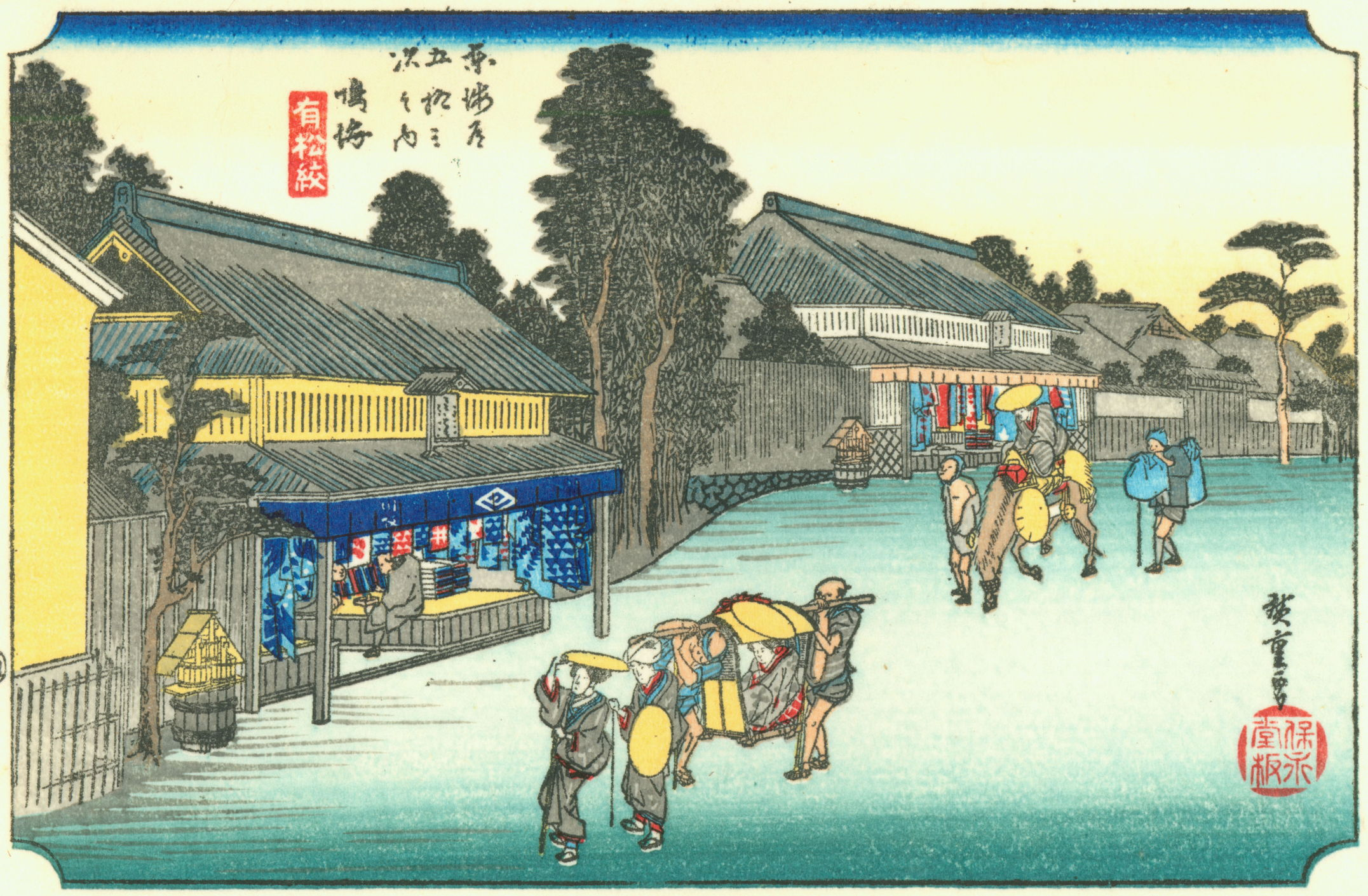
Narumi (Arimatsu Dyed Cloth)
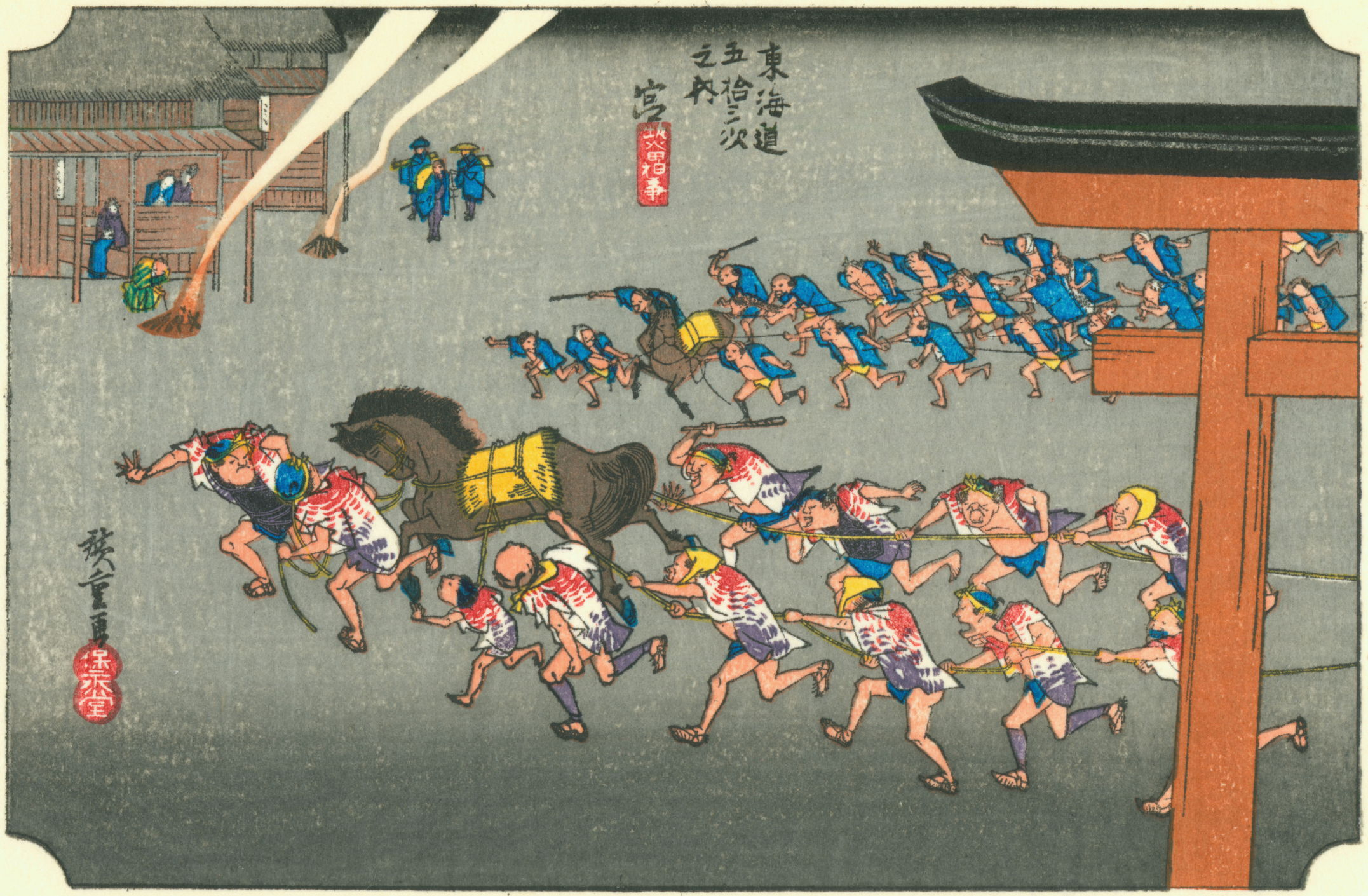
Miya (Atsuta Festival)
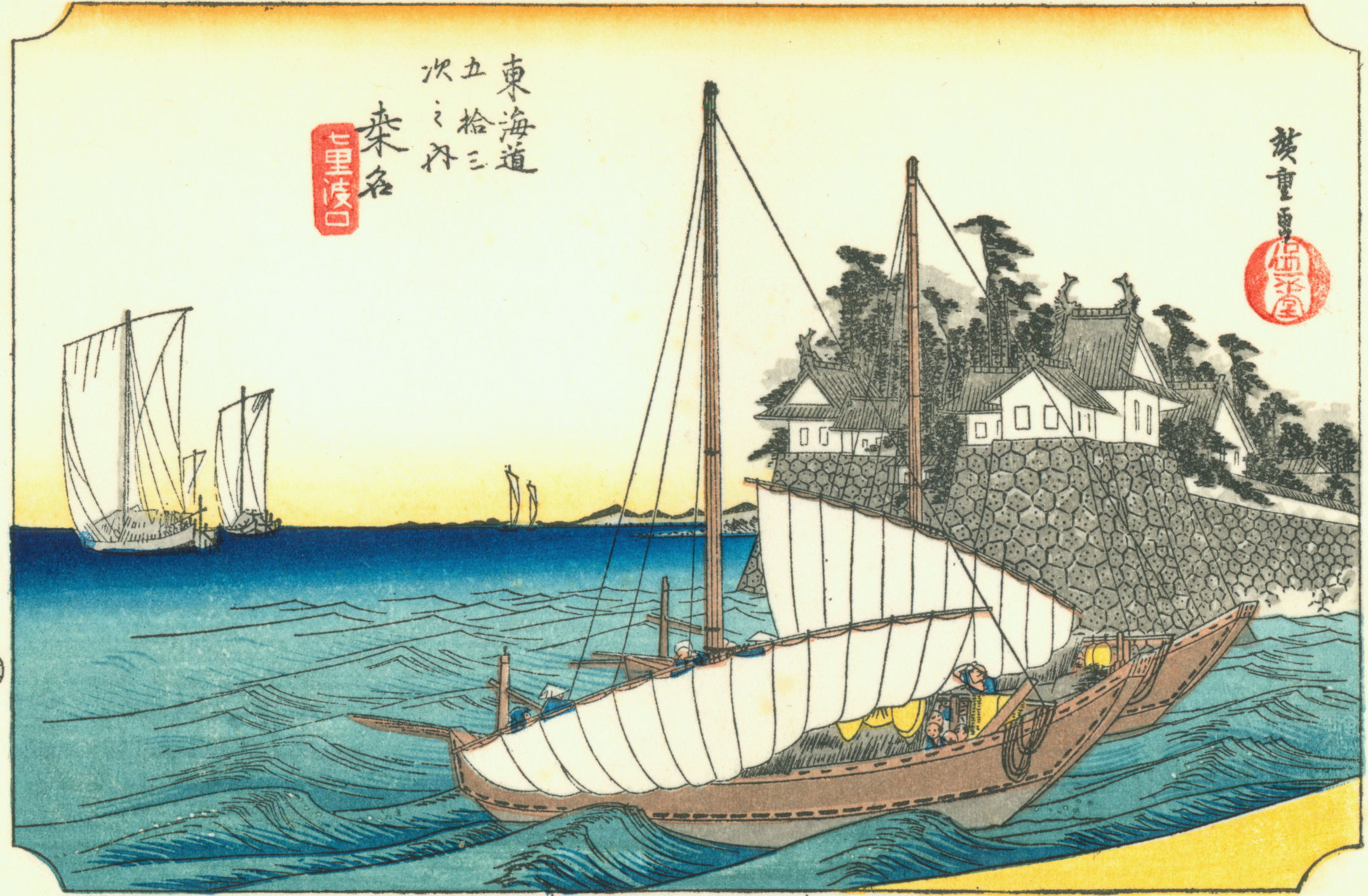
Kuwana (Shichiri Ferry)
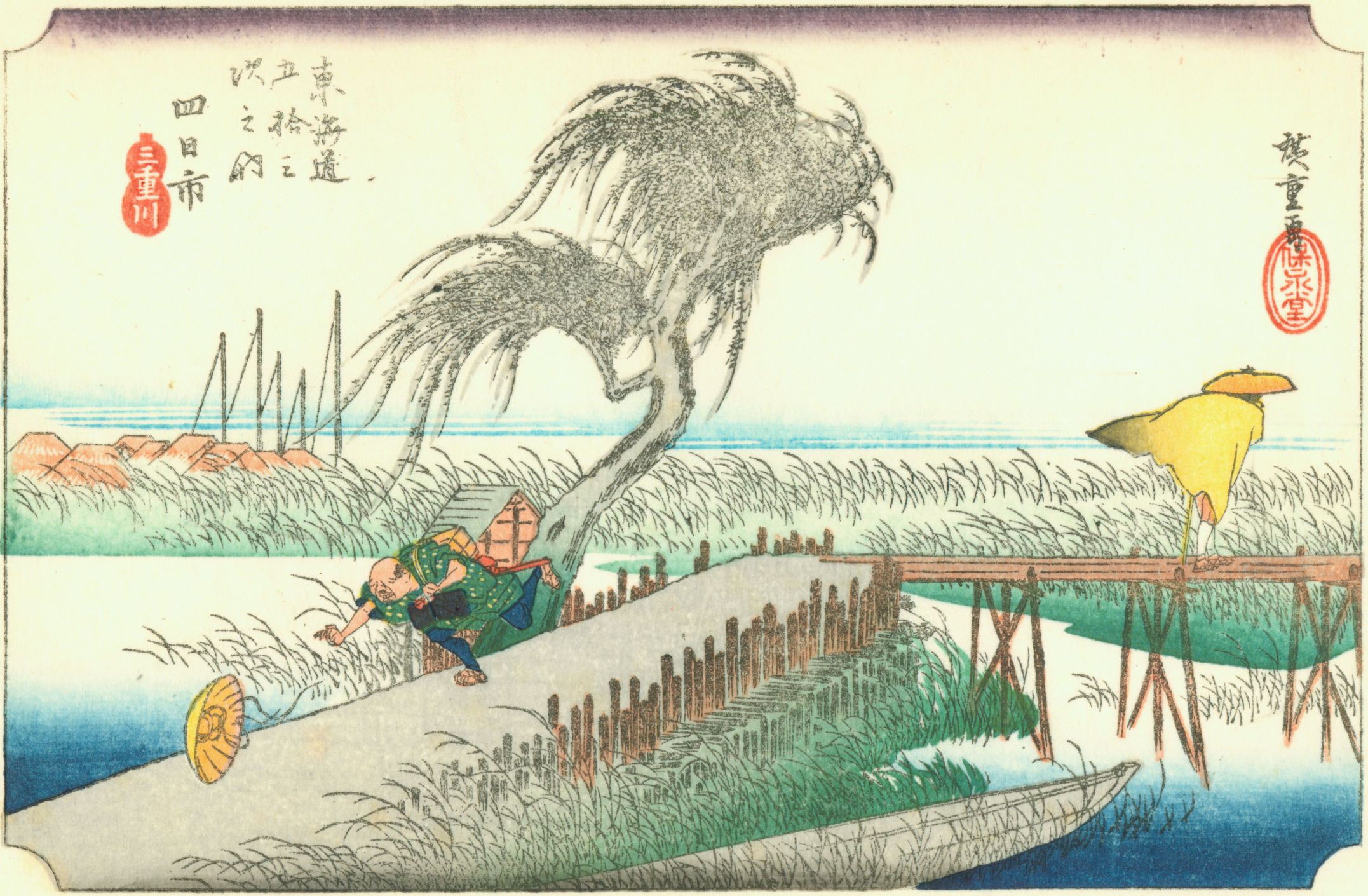
Yokkaichi (Mie River)
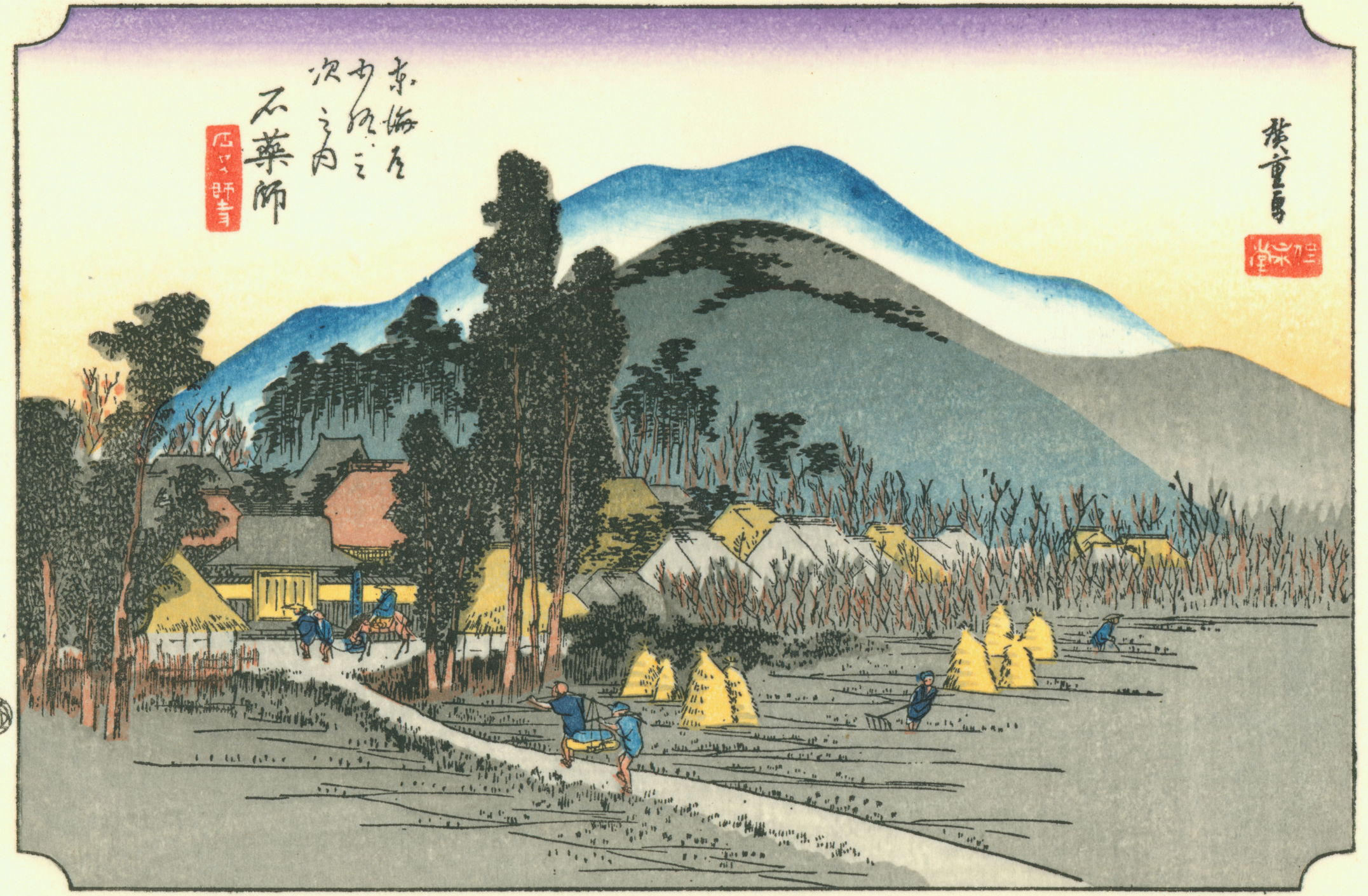
Ishiyakushi (Ishiyakushiji Temple)
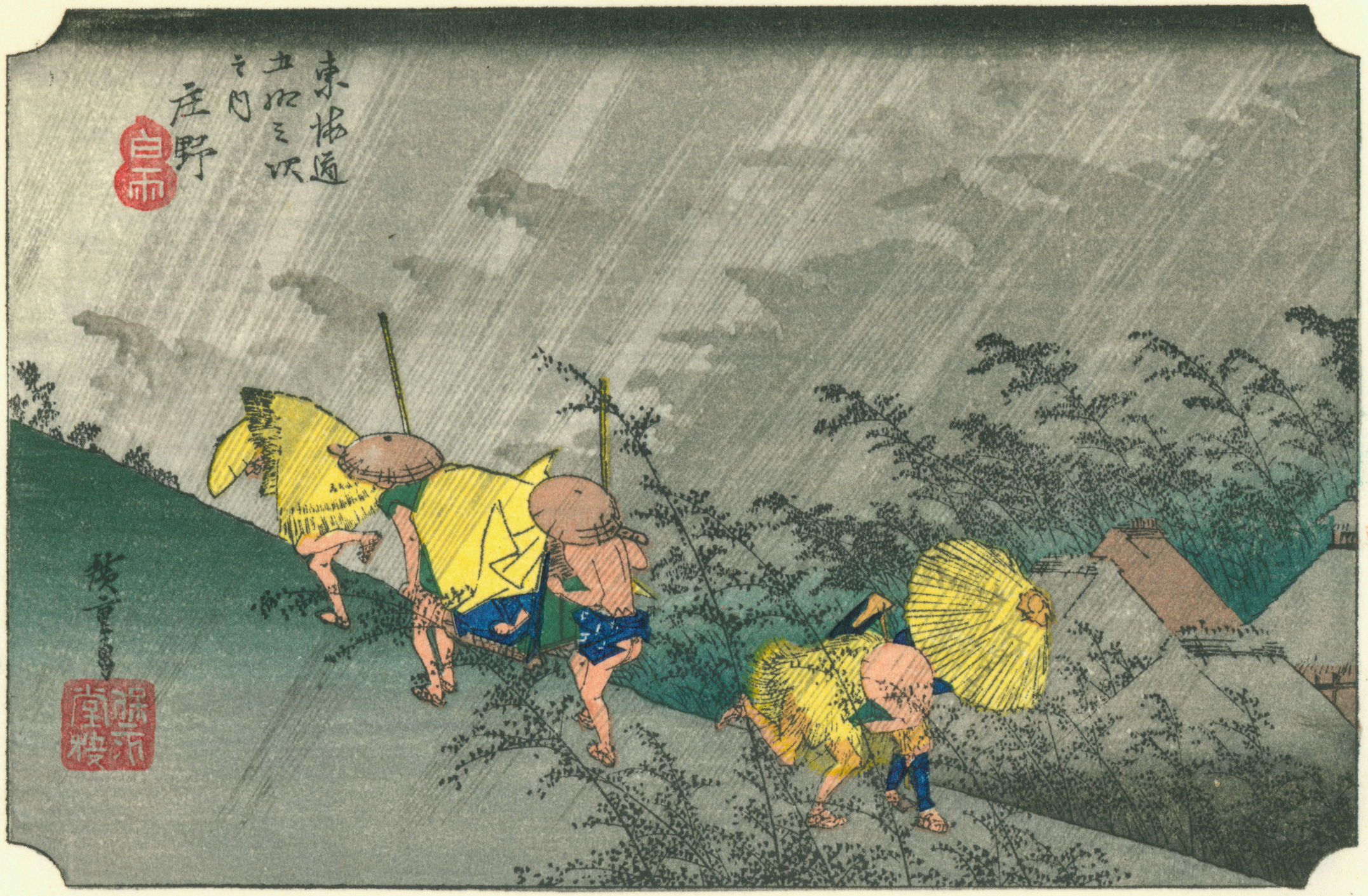
Shono (Rainstorm)
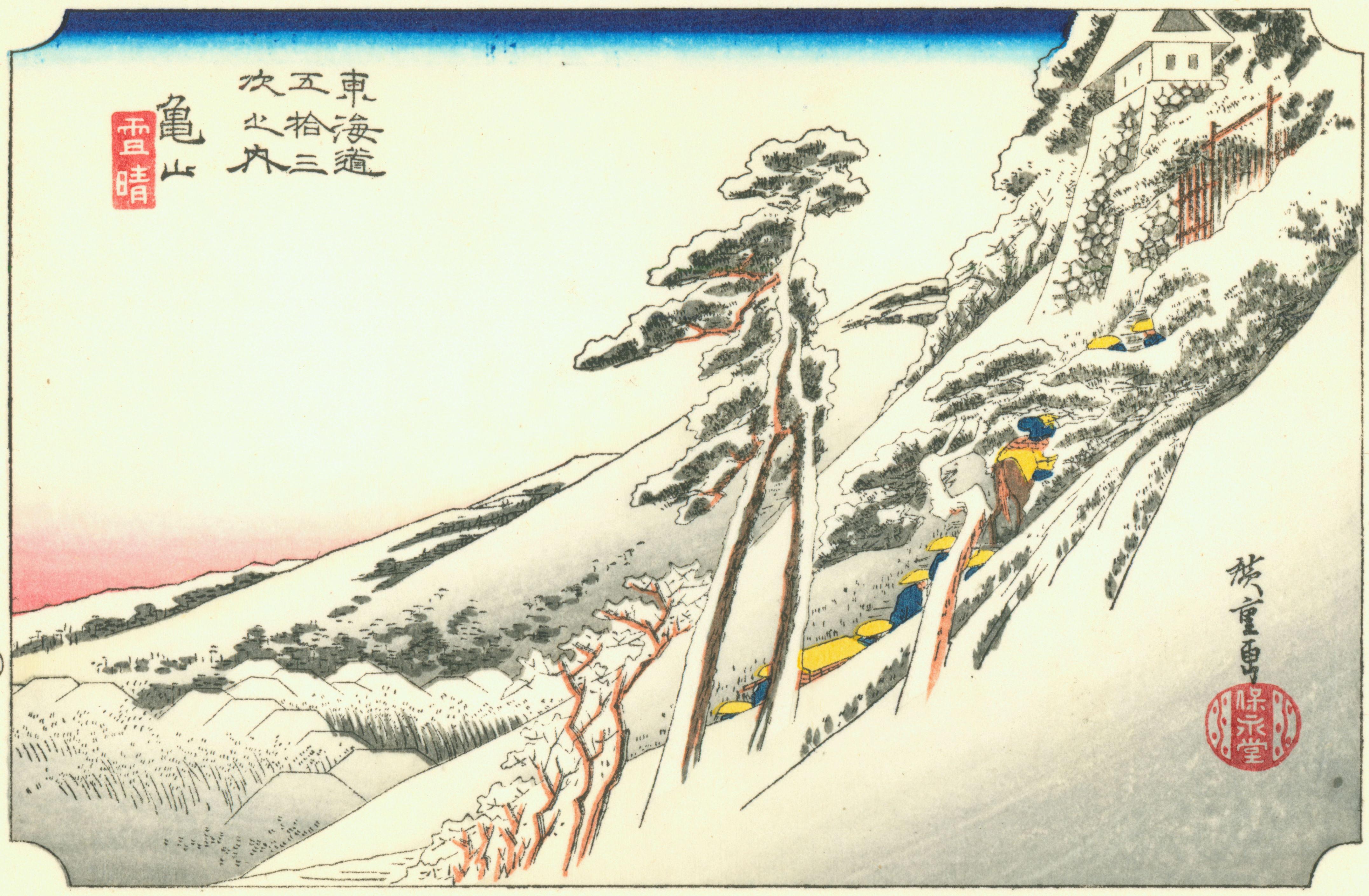
Kameyama (Clearing After Snow)
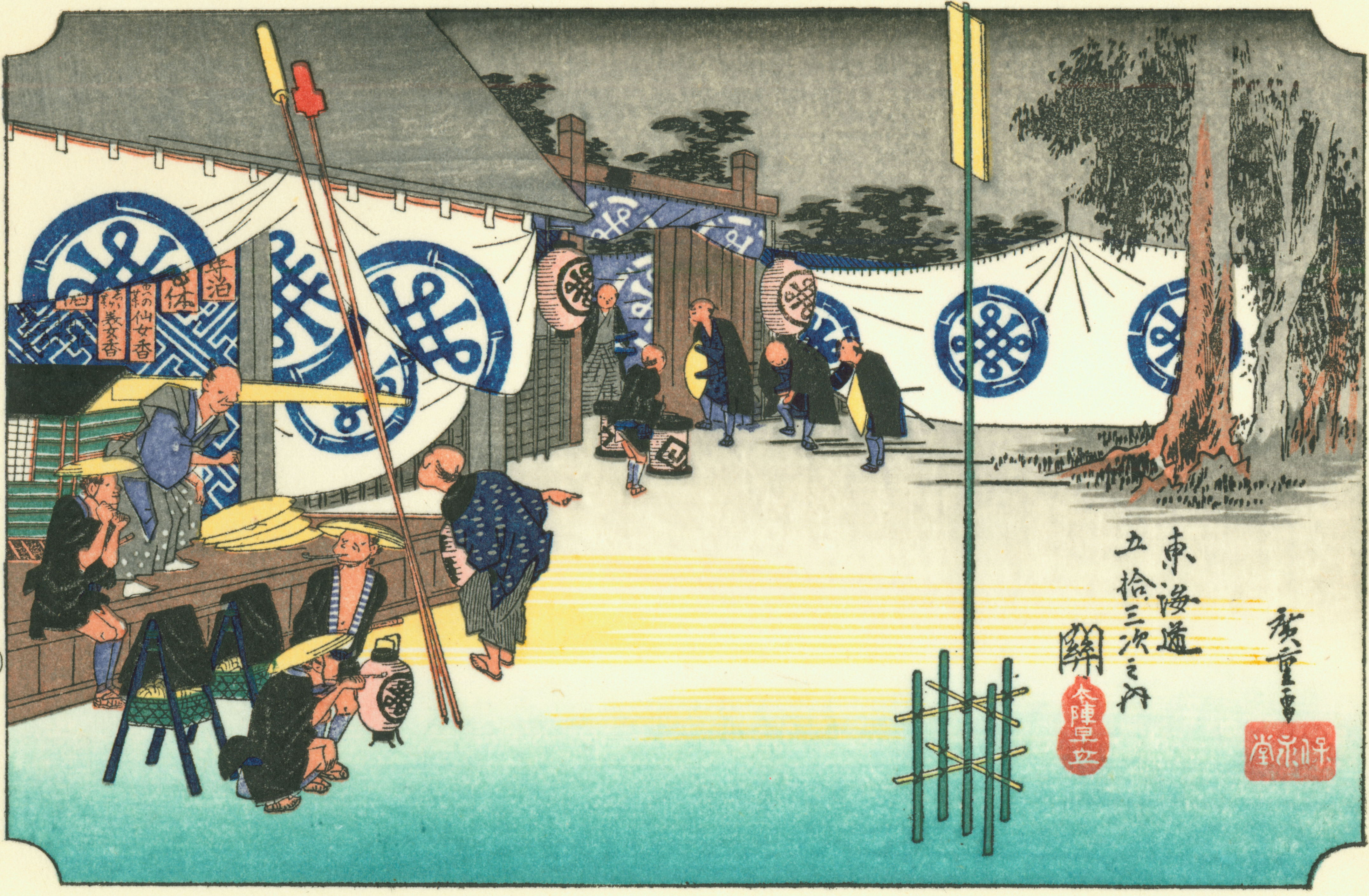
Seki (Early Departure of Daimyo)
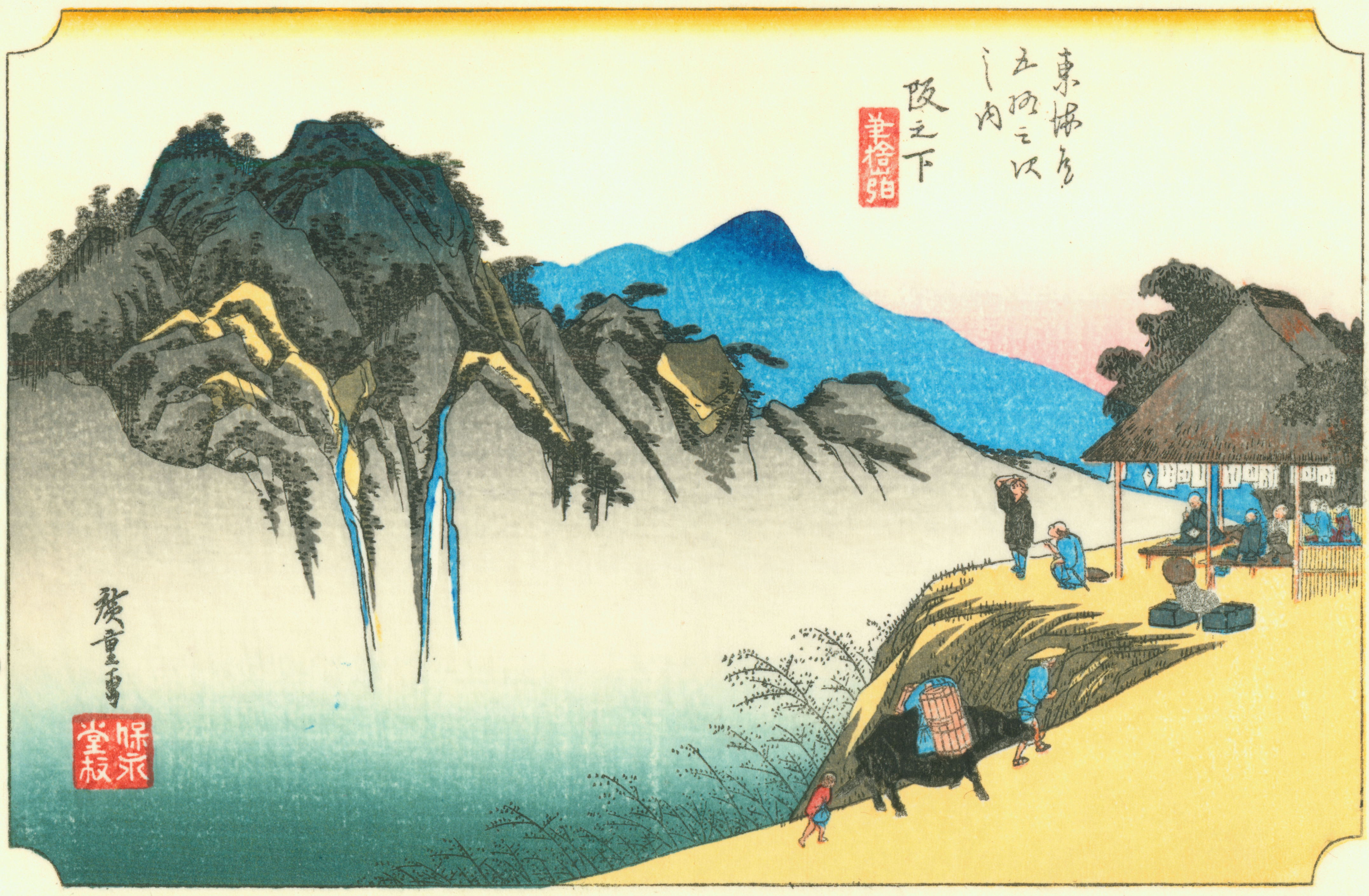
Sakanoshita (Mt. Fudesute)
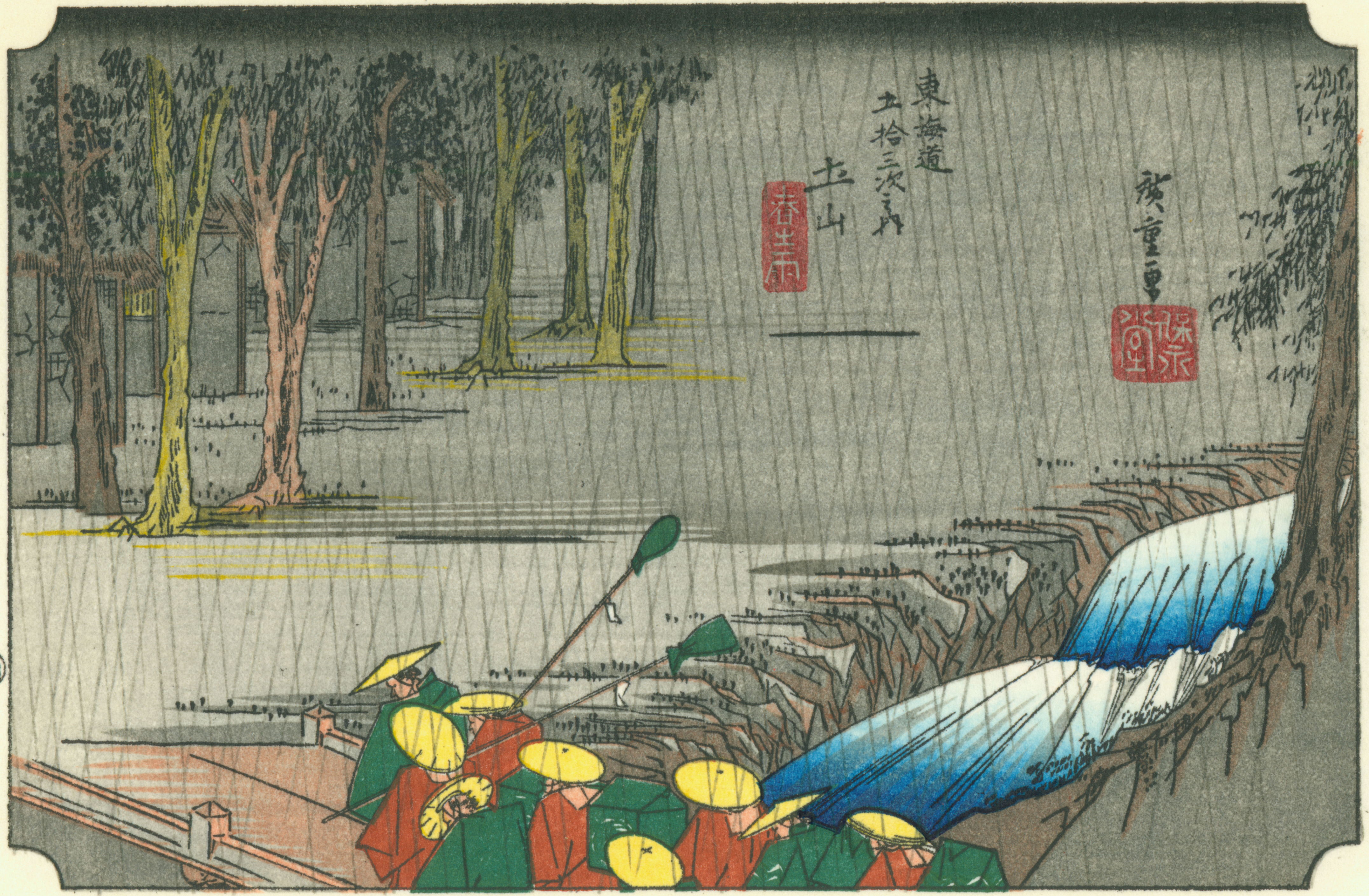
Tsuchiyama (Spring Rain)
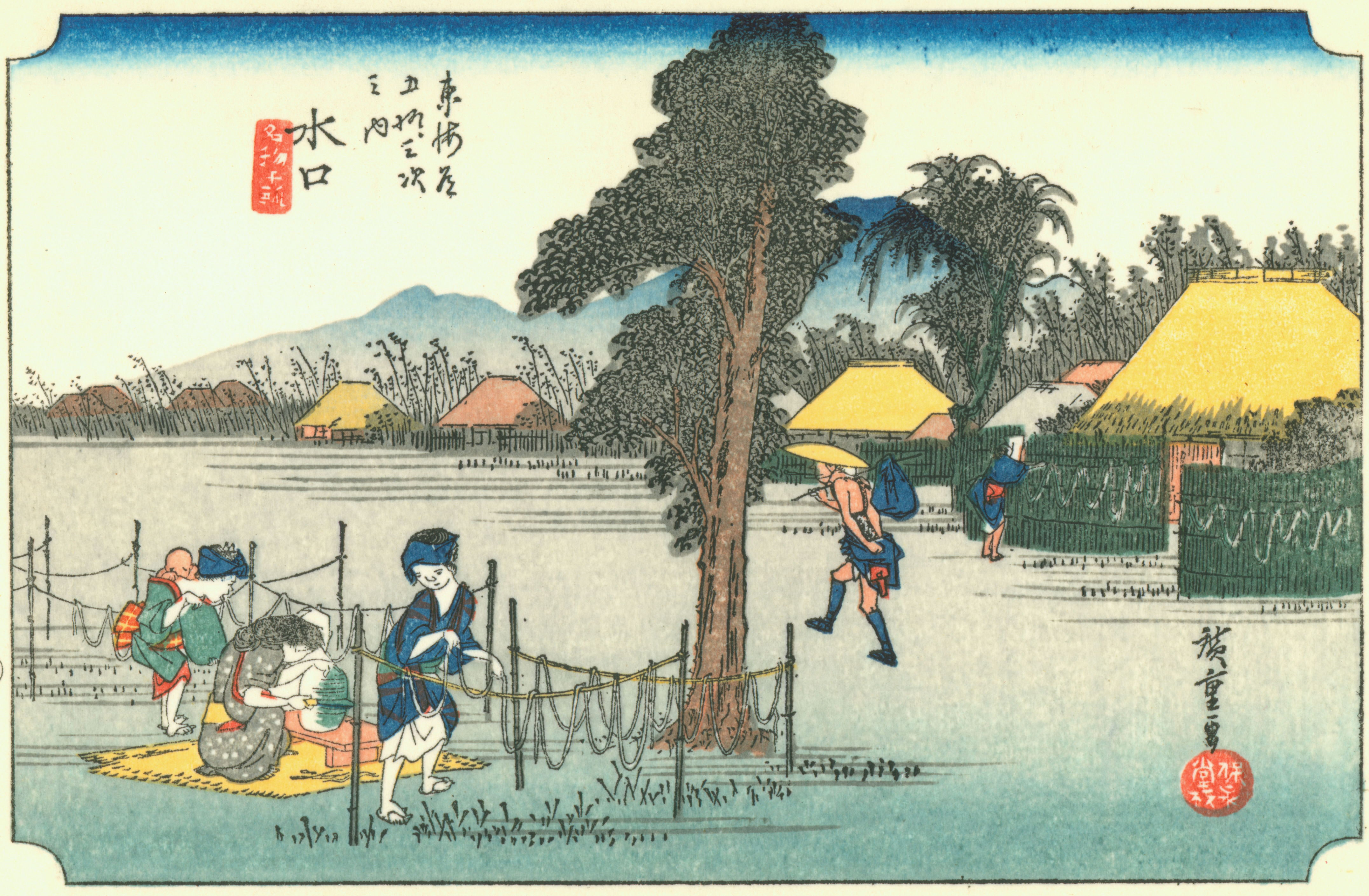
Minakuchi (Noted Pickles)
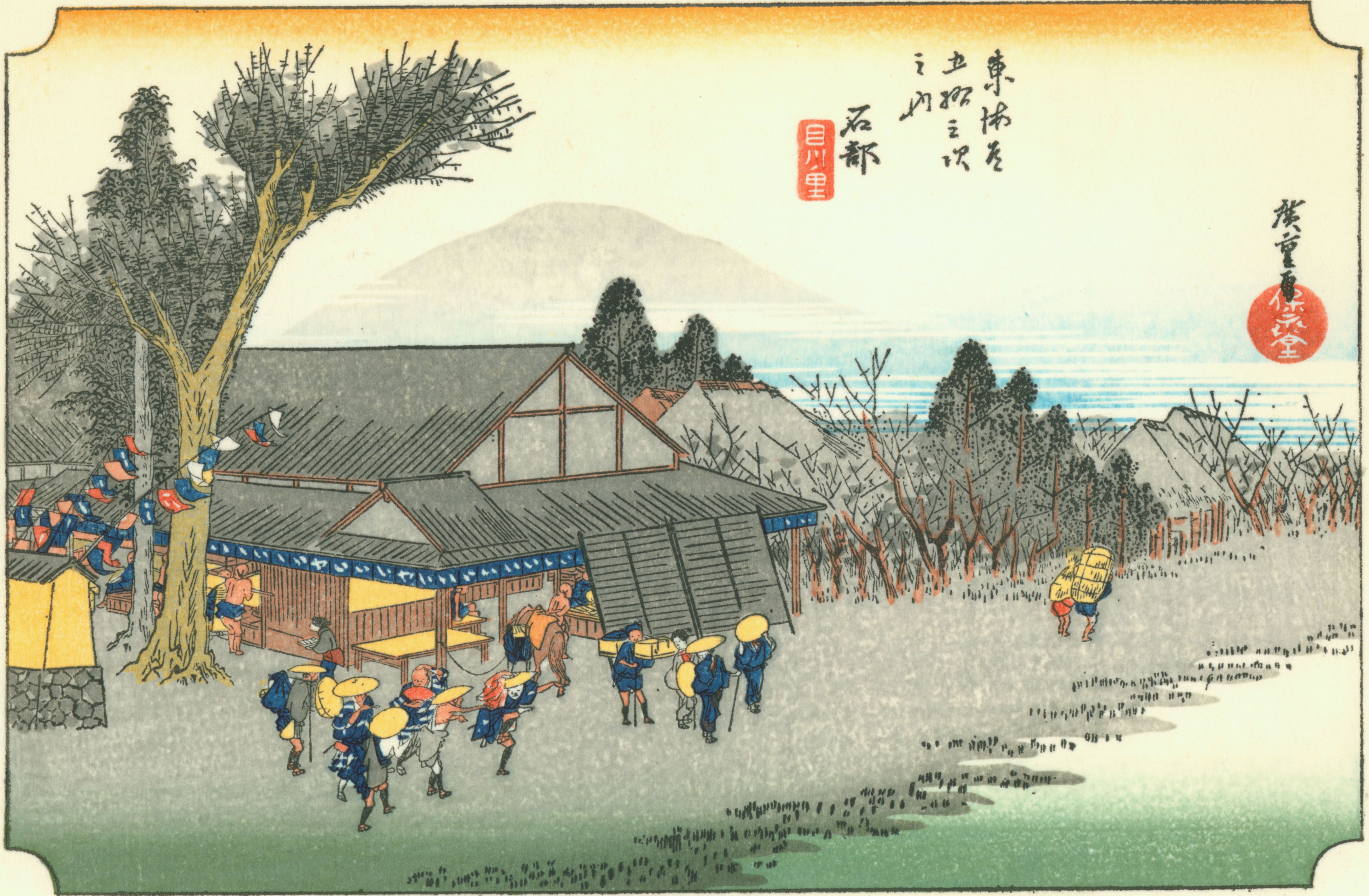
Ishibe (Mekawa Village)
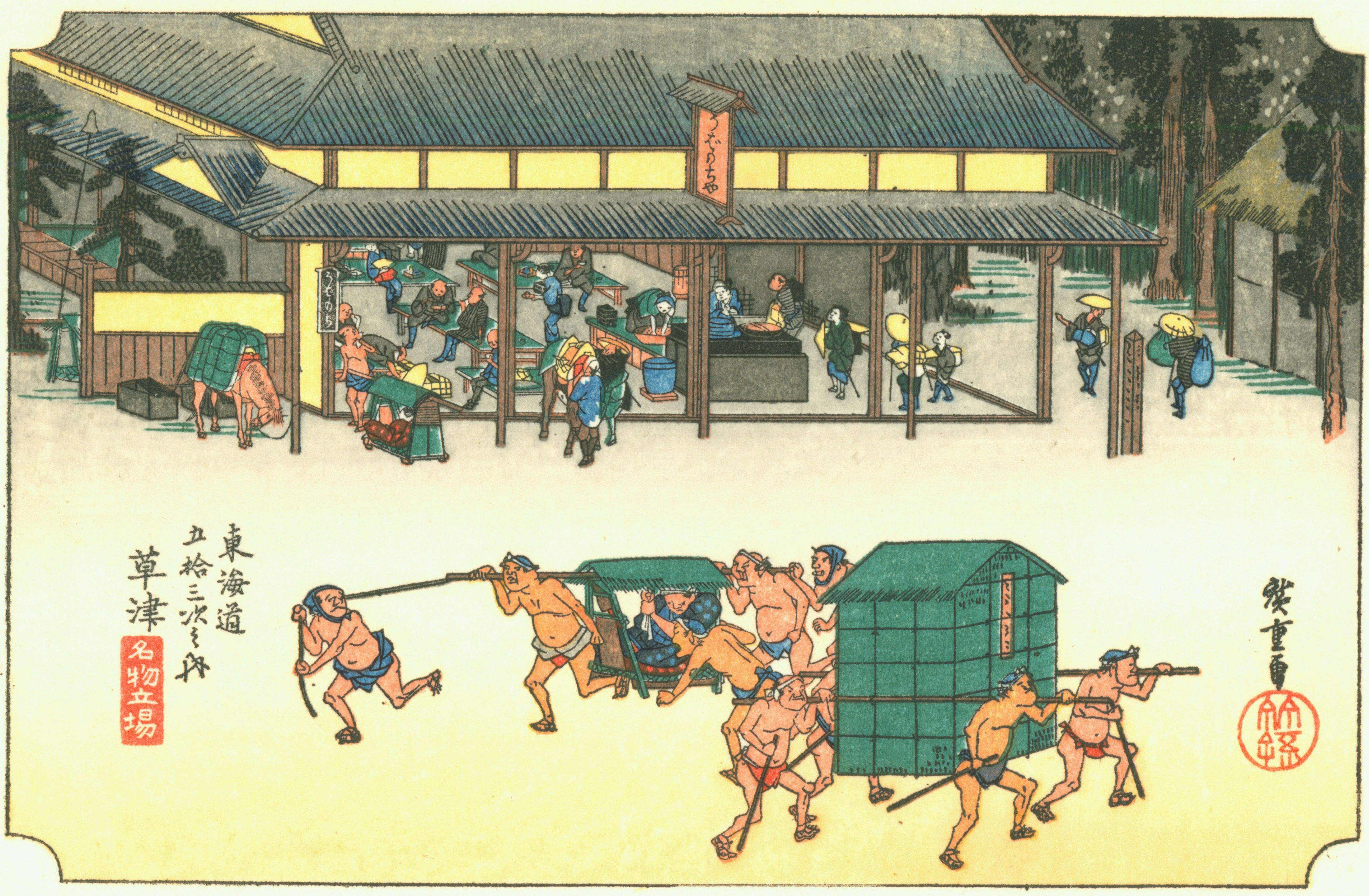
Kusatsu (Local Specialty Store)
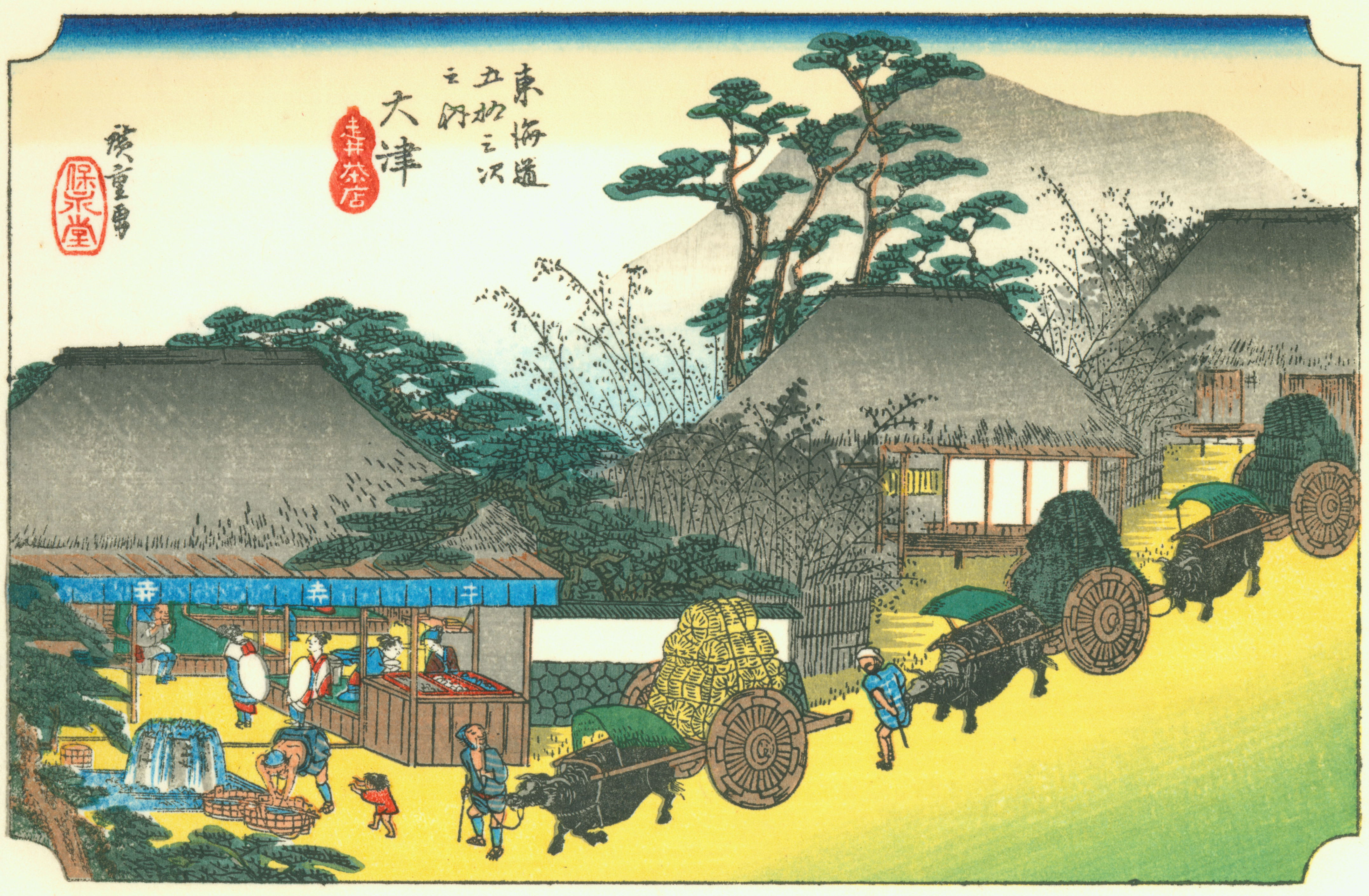
Otsu (Hashirii Tea House)
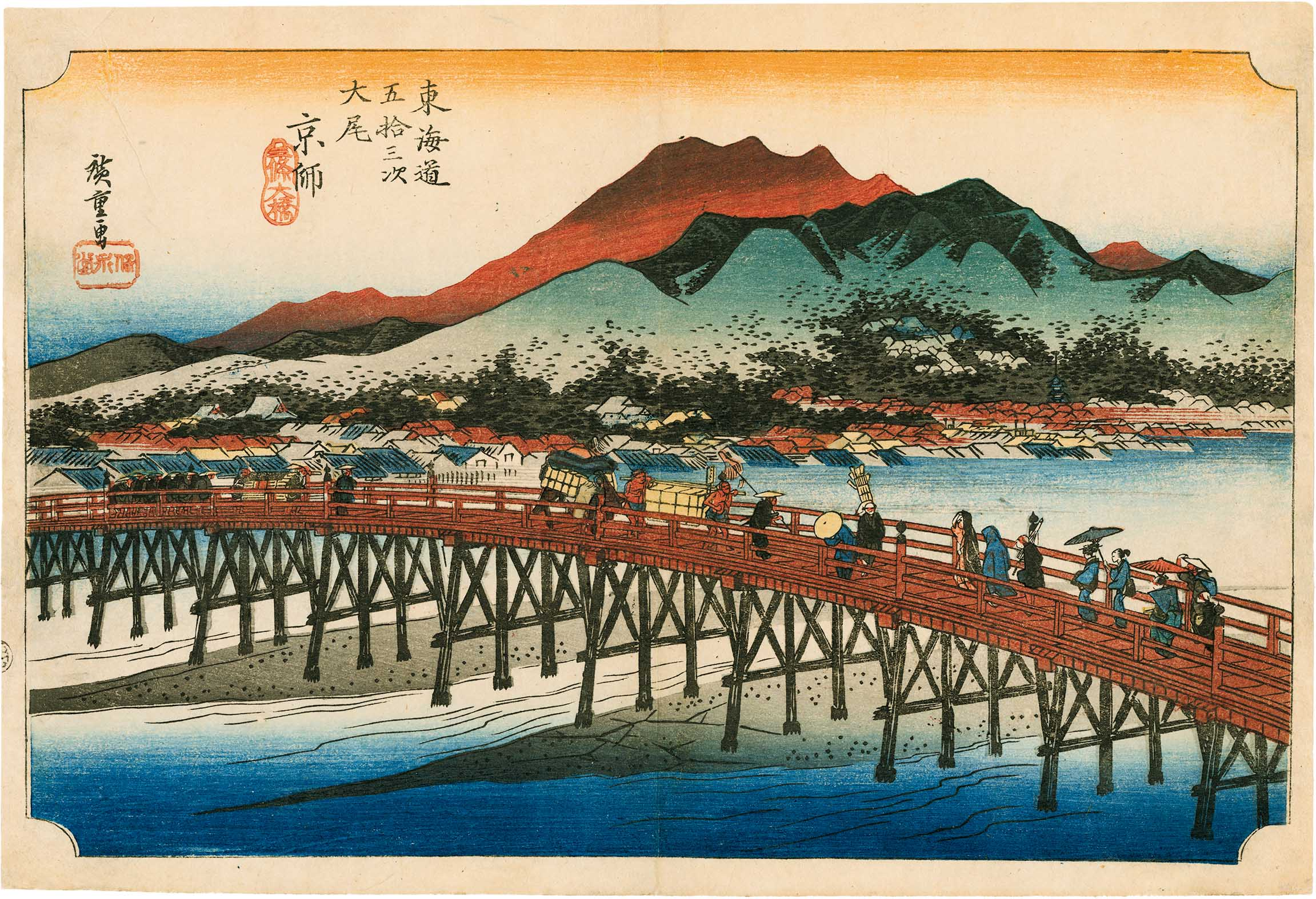
Keishi (Great Sanjo Bridge)